# Bijgeloof

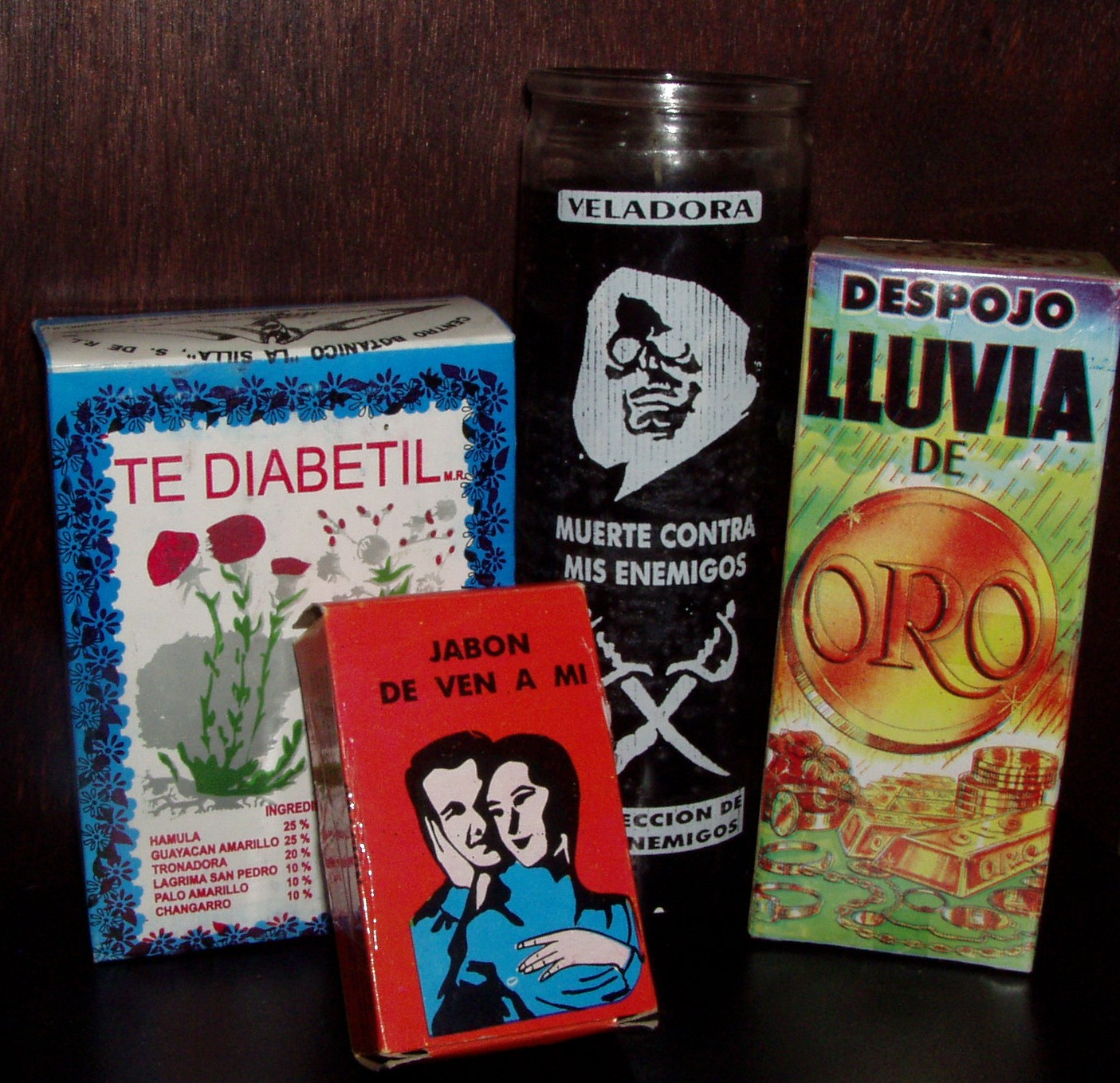
Producten uit Mexico die te maken hebben met bijgeloof; thee voor diabetici, liefdeszeep, een kaars voor bescherming tegen vijanden en poeder voor geld

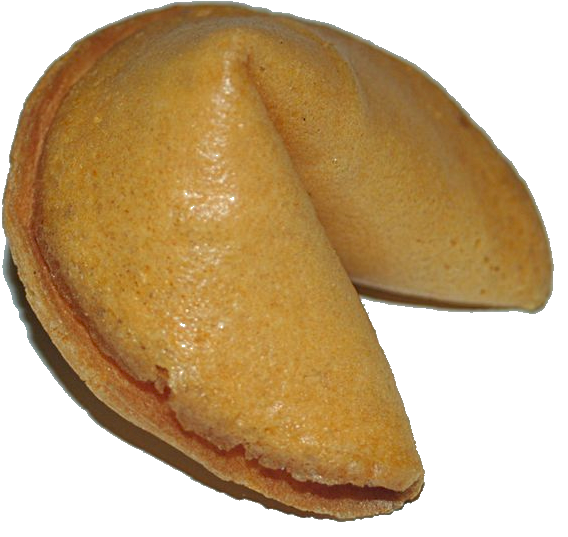
Gelukskoekje

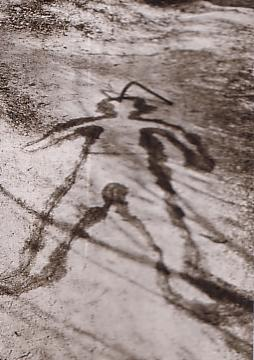
Een sikkel wordt in de grond geprikt in een contour van het lichaam van de zieke, in dit geval in het hoofd wat zou moeten werken tegen hoofdpijn, Korea.

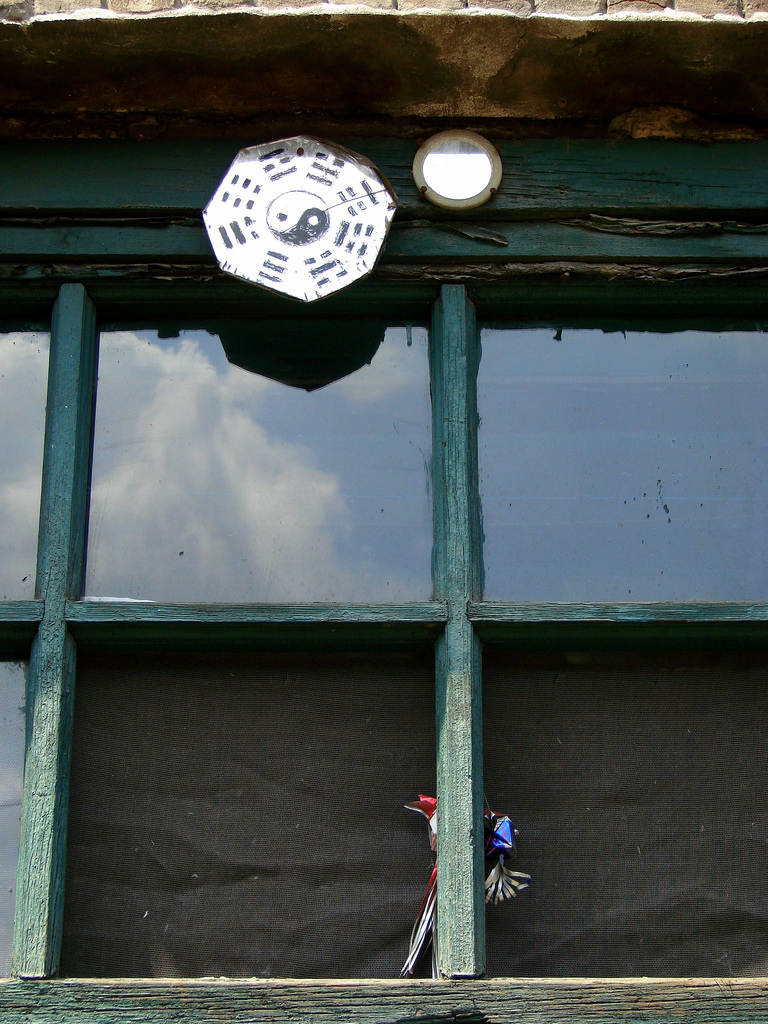
De taijitu binnen trigrammen en spiegel beschermen tegen kwade geesten en ongeluk.

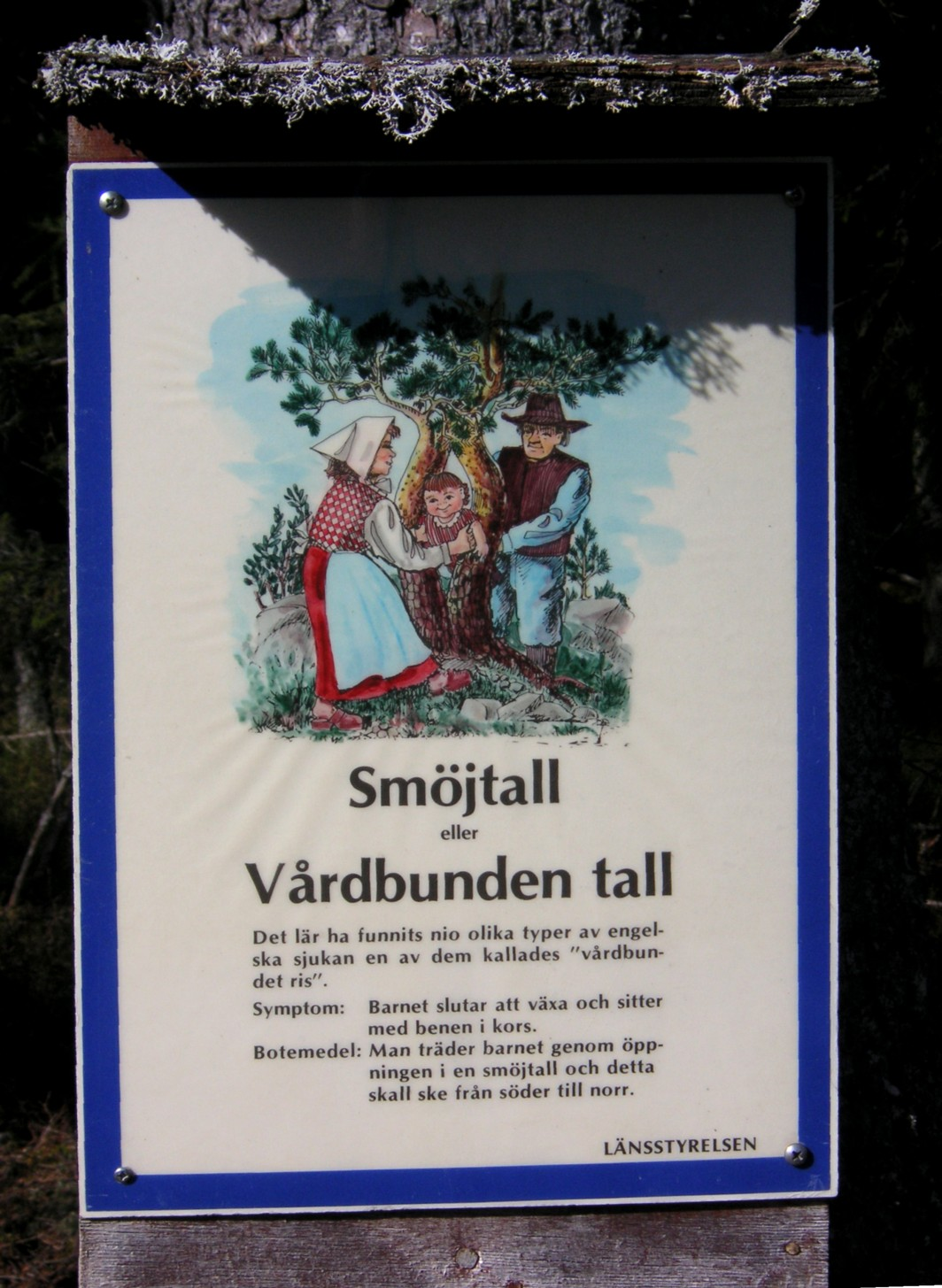
Bijgeloof rondom kinderboom, Zweden

Bijgeloof, volksgeloof of alternatieve religiositeit is geloof in het bovennatuurlijke, afwijkend van of niet gebaseerd op de gevestigde, 'officiële' geloofsovertuiging. De term 'bijgeloof' is in het verleden vaak gebruikt om een dominante godsdienst te legitimeren en wordt thans in de (godsdienst)wetenschap niet meer gehanteerd. Strikt genomen is een onderscheid tussen geloof en bijgeloof niet te maken.
Onder bijgeloof of volksgeloof wordt doorgaans verstaan dat iets veroorzaakt zou kunnen worden door bovennatuurlijke krachten of machten. Door bepaalde handelingen uit te voeren zou men deze krachten kunnen neutraliseren, oproepen of bijsturen. Meestal heeft het betrekking op het verwerven van geluk en het afweren van ongeluk. Het heeft vaak betrekking op voorwerpen en symbolen.
In het verleden speelde bijgeloof of volksgeloof een belangrijke rol in het dagelijks leven. Het "verklaarde" schijnbare toevalligheden - weliswaar vaak achteraf - en gaf hoop om de kans op ongeluk af te wenden. Hoewel het tegenwoordig minder invloed heeft op het openbare leven, is het nog altijd wijdverbreid in de samenleving aanwezig. Dergelijke overtuigingen komen waarschijnlijk voort uit de menselijke eigenschap om verschillende concepten met elkaar te verbinden, ook al is er geen verband. 

## Bijgeloof of volksgeloof
De term 'bijgeloof' is relatief. De betekenis ervan hangt af van degene die de term gebruikt. Vaak is geloof voor de een immers het bijgeloof van de ander. De term bijgeloof kan gebruikt worden om het geloof van een ander te ridiculiseren. De Romeinse keizer Constantijn bestempelde heidendom als bijgeloof en Tacitus noemde het christendom een schadelijk bijgeloof. Evenzo noemen veel protestanten de katholieke verering van beelden en prentjes van heiligen bijgeloof of zelfs afgoderij. Aanhangers van de grote godsdiensten beschouwen het totemgeloof van de Aborigines in Australië als bijgeloof. In Suriname is winti lange tijd als zodanig beschouwd.
Bijgeloof is dus een waardeoordeel. Om die reden is de term wetenschappelijk achterhaald. Wanneer het gaat over geloofsovertuigingen naast het gangbare christelijke geloof wordt tegenwoordig eerder van 'volksgeloof' gesproken (hoewel ook hieraan een waardeoordeel kan kleven).

## Bijgeloof versus religie
Een verschil tussen (populair) bijgeloof en (gevestigde) religie is dat het eerste zich vaak op specifieke aardse zaken richt en de mogelijkheid om daar greep op te krijgen. Religie is veelomvattender en richt zich meer op zingeving in een groter geheel; alle religieuze verhalen en regels vormen een geheel, vaak vastgelegd in (oude) geschreven bronnen.
In Europa gaat het onderscheid tussen geloof en bijgeloof grotendeels terug op de christelijke cultuur. Binnen het christendom wordt bijgeloof gezien als een zonde, omdat het een overtreding zou zijn van de eerste der tien geboden. Hiernaast beroept men zich op Bijbelteksten uit de boeken Leviticus (19:31) en Deuteronomium (18:9-12). In de teksten van Leviticus en Deuteronomium staat dat men zich niet mag bezighouden met occulte praktijken (magie etc.), waarmee ook bijgeloof wordt bedoeld. Een nogal barbaarse vorm van bijgeloof is het offeren van mensen (kinderen bij Moloch) of dieren; al komt ook dit voor in de Bijbel (Abraham die gevraagd wordt zijn zoon te offeren, maar dit uiteindelijk niet ten uitvoer hoeft te brengen). Bijgeloof wordt afgewezen in zowel de Catechismus van de Katholieke Kerk als in de Heidelbergse catechismus.
Binnen de islam wordt bijgeloof betiteld met de term shirk, waarmee ruwweg het er op nahouden van andere goden of krachten wordt bedoeld.
Atheïsten zien geen of slechts een gradueel verschil tussen bijgeloof en religie. 

## Populair bijgeloof

### Getallen / ongeluksgetal 13

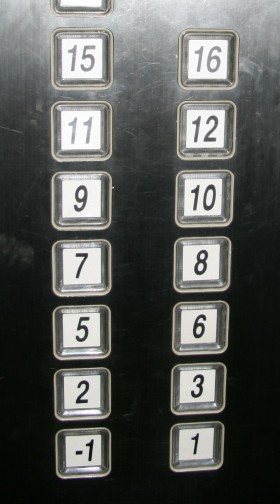
De lift in een flatgebouw in Shanghai, de etages 4, 13 en 14 ontbreken (de begane grond is verdieping 1, vandaar dat ook de 0 ontbreekt)

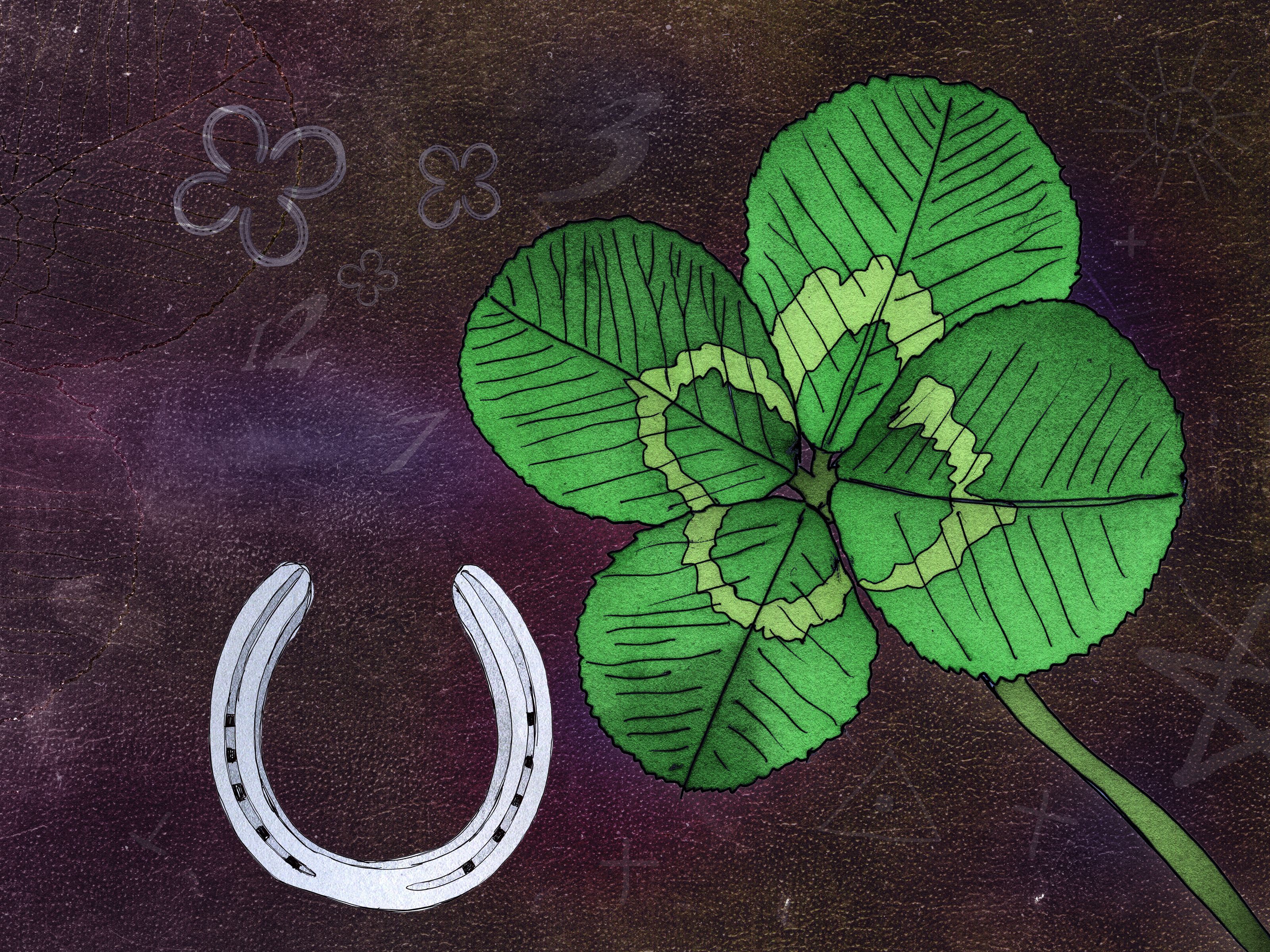
Een klavertjevier, een hoefijzer, symbolen en getallen

Een van de bekendste voorbeelden van bijgeloof is het hechten van betekenis aan het getal 13, in de westerse wereld bekend als een ongeluksgetal. Sommige hotels en ziekenhuizen hebben geen dertiende kamer of dertiende verdieping en in vliegtuigen ontbreekt vaak de 13e rij stoelen: na verdieping, kamer of rij 12 komt nummer 14. Dit bijgeloof of de angst hiervoor is de triskaidekafobie.
Als de dertiende dag van de maand op een vrijdag valt, wordt dit aangeduid als ongeluksdag (zie Vrijdag de dertiende). In Amerika is becijferd dat een vrijdag de dertiende de economie miljarden dollars kost. In grote steden merkt men aan het openbaar vervoer dat er op die dag meer mensen thuisblijven. Vrijdag de dertiende wordt in veel landen als een ongelukkige dag beschouwd. In Spanje is dat dinsdag (martes trece); in Griekstalige landen is dat dinsdag de dertiende.
Een verklaring voor 13 als ongeluksgetal is het volgende; aan het Laatste Avondmaal zaten dertien personen, waaronder Judas, de verrader van Jezus. Een oudere verklaring zegt dat het getal dertien niet in het twaalftallige stelsel paste. De Romeinen zagen in het getal een symbool van dood, verwoesting en ongeluk. Een verklaring ligt in de Egyptische kalender; vijf toegevoegde (ongeluks)dagen samen vormen de dertiende maand. Het was een ongelukkige periode, omdat het Nijlwater op zijn allerlaagste peil stond, wat insectenplagen meebracht die zich samen met de koude noordenwind verplaatsten. Bovendien verkeerde iedere weldenkende Egyptenaar in bange afwachting of de ster Sopdet (ook wel Sothis) wel terug zou verschijnen en aldus de komst van de nieuwe vruchtbare Nijlvloed aankondigen. In de Griekse mythologie is Isis-Sothis (Sirius) de grote Hondsster (zie ook Hondsdagen).
Overigens zijn sommige mensen ervan overtuigd dat 13 juist een geluksgetal is. Het verhaal dat het een ongeluksgetal zou zijn, is volgens hen bedoeld om de rest van de mensheid zand in de ogen te strooien, zodat rij 13 vrijgehouden blijft voor de slimmerik die doorheeft dat 13 eigenlijk een geluksgetal is. Heksen zouden graag vergaderen met z'n dertienen.
Prins Bernhard beschouwde 13 als zijn geluksgetal en hij reed altijd in een auto met kenteken AA-13.
Ook China kent een bijgeloof wat nummers betreft. De 8 wordt gezien als een geluksgetal. Uit een onderzoek in China bleek bijvoorbeeld onder meer dat mensen bereid waren een aanmerkelijk hoger bedrag te betalen voor een nummerplaat voor hun auto met het cijfer 8 er in (het Chinese geluksgetal). Nummerplaten met een cijfer 4, het ongeluksgetal, waren veel goedkoper.

### Hoefijzers
Een hoefijzer zou beschermen en geluk brengen, zoals in het volksverhaal Met de nachtmaar getrouwd. Volgens het bijgeloof verdubbelt het aldus verkregen geluk, als het hoefijzer boven een deur gespijkerd wordt.
Als de opening naar boven wordt gehangen, wordt het geluk als het ware opgevangen, als de opening echter naar beneden hangt loopt het geluk uit de opening en trekt het hoefijzer ongeluk aan. Ironisch genoeg zijn er ook landen waar het hoefijzer juist met de opening naar beneden moet worden opgehangen, zodat het ongeluk eruit loopt.
Als men een hoefijzer vindt, behoort het over de linkerschouder geworpen te worden, nadat de betreffende persoon een wens heeft uitgesproken. Daarna moet men doorlopen zonder om te kijken. Vroeger hingen mensen vaak hoefijzers boven de deuren om betoveringen af te weren en te voorkomen dat toverfeeën de pasgeboren baby zou ontvoeren. Men geloofde dat heksen en feeën bovennatuurlijke overlevenden van lang geleden waren. In die tijd kende men nog geen ijzer, en daarom zouden heksen en feeën bang zijn voor het materiaal. De vorm van een hoefijzer doet denken aan de halve-maanvorm, die bij vele volkeren symbool stond voor welvaart en geluk. Onder andere Admiraal Nelson spijkerde een hoefijzer aan de mast van zijn vlaggenschip HMS Victory.
Een van de oudste verhalen waarin de bijzondere eigenschappen van het hoefijzer worden beschreven is de legende van Sint Dunstan, een Engelse bisschop die leefde in de tiende eeuw. Hij was niet alleen een groot geleerde, maar ook musicus en edelsmid. Op een zekere dag kwam de duivel bij de bisschop langs en vroeg hem zijn hoeven te beslaan. Dunstan zag meteen wie hij voor zich had, bond de duivel vast, zette een van zijn tangen op de neusgaten van de duivel en dwong hem zo te beloven dat hij nooit een huis zou binnengaan waar een hoefijzer aanwezig was. Er bestaan afbeeldingen van Sint Dunstan waarop hij de duivel met zijn tang bij de neus heeft.

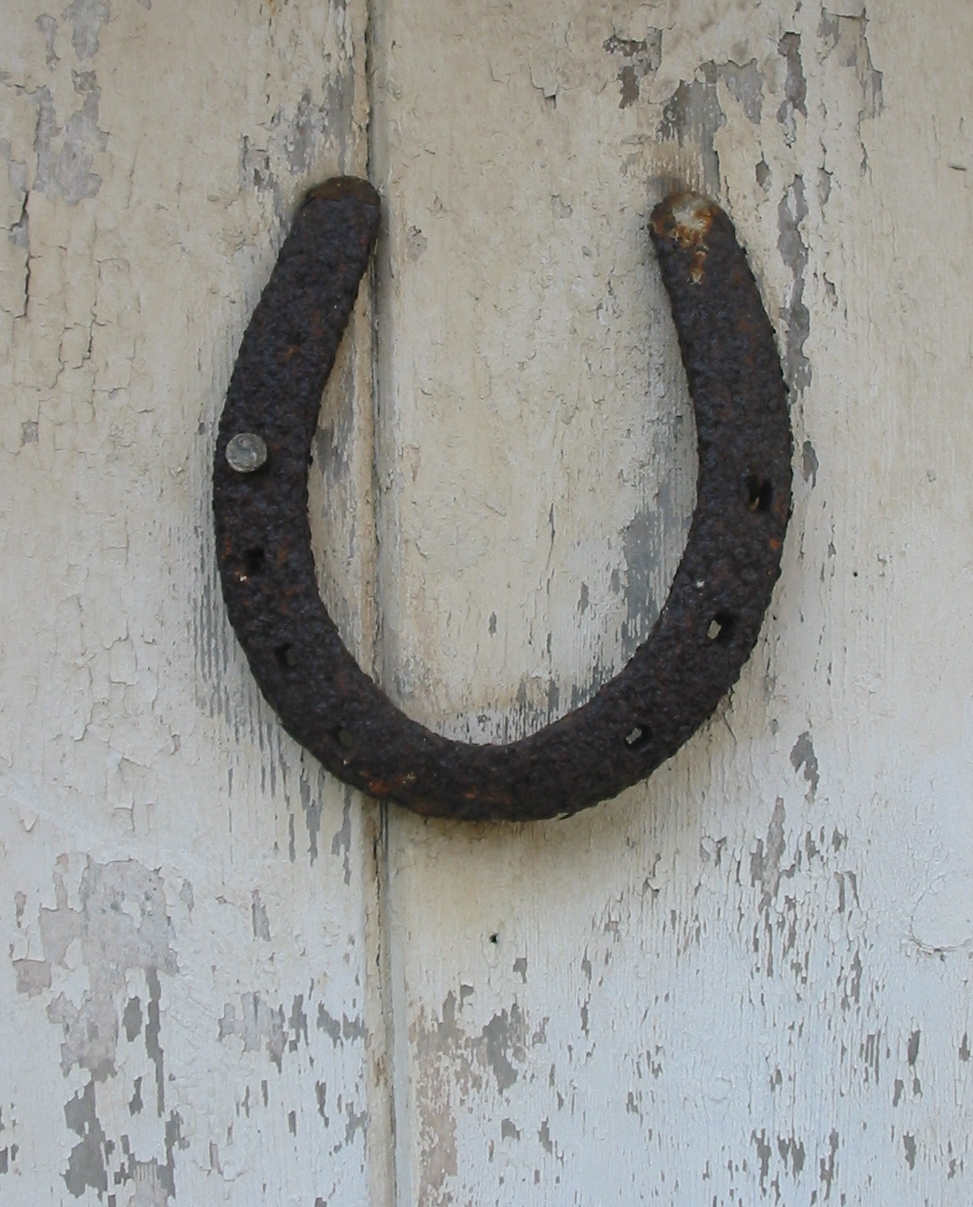
Een hoefijzer op een deur voor geluk
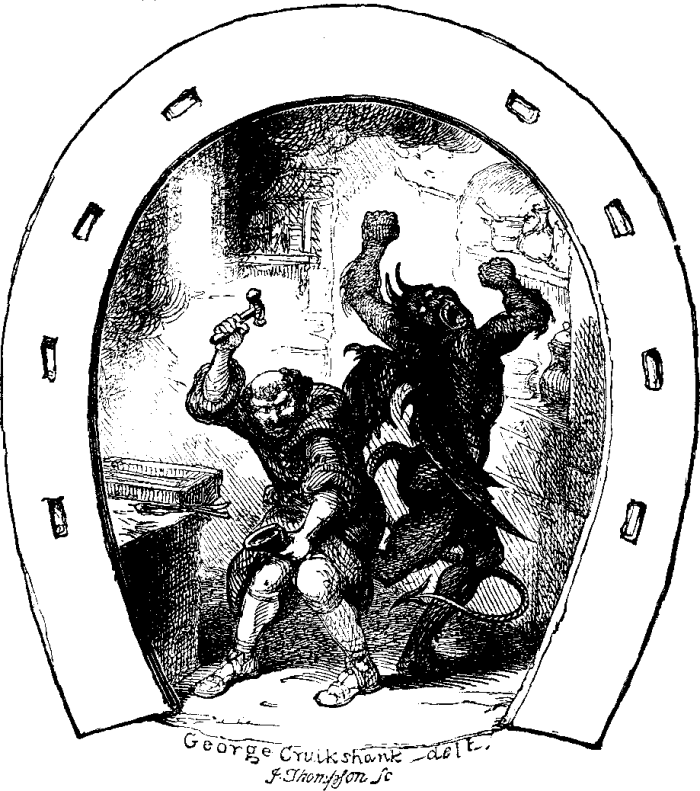
Dunstan en de duivel
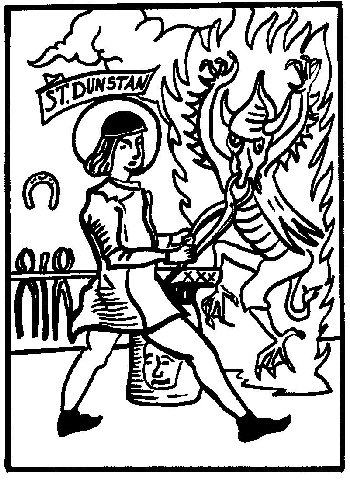
Dunstan pakt de duivel met een tang bij zijn neus
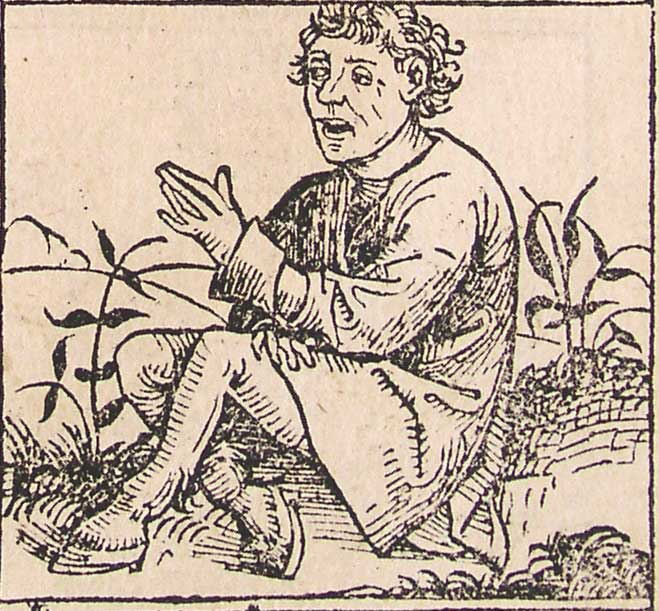
Man met hoefijzers, Kroniek van Neurenberg, 1493

### Paraplu's
Het binnenshuis openen van een paraplu betekent ongeluk. Veel mensen kennen die uitspraak. Maar er bestaan ook minder bekende varianten. Zo zou het laten vallen van een paraplu leiden tot acuut verstand- of geheugenverlies. Een gevallen zonne- of regenscherm zou men nooit zelf mogen oprapen, want dat leidt tot ongeluk in de toekomst. Wanneer een dame haar paraplu opraapt, zal zij een oude vrijster worden. Een paraplu cadeau doen of op een tafel of bed leggen lokt de kwade geesten uit die zich eronder verschuilen. Een paraplu openen als het mooi weer is, brengt al ongeluk.

### Het klavertjevier
Het klavertjevier is een teken van voorspoed en geluk. Klaver zou beschermen tegen betoveringen van heksen; vooral het klavertjevier. Als men dat in bezit heeft, zou men heksen van gewone mensen kunnen onderscheiden en onzichtbare feeën kunnen waarnemen. Dromen van een klavertjevier voorspelt een lang en voorspoedig huwelijk. Als een meisje een klavertjevier in haar rechterschoen doet, zal zij trouwen met de eerste man die zij tegenkomt, of iemand met dezelfde naam.
De klaver wordt in verband gebracht met St. Patrick (shamrock) en de leprechaun.
Een klavertje vijf zou juist ongeluk brengen.

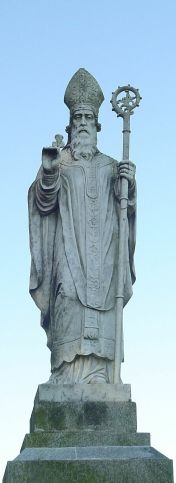
Beeld van St. Patrick
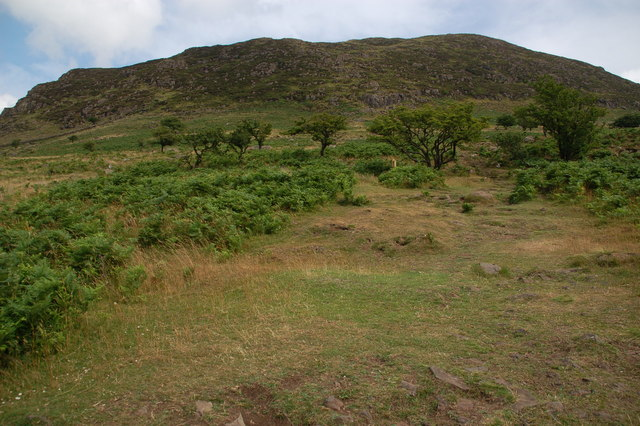
Slemish, de plaats waar St. Patrick in de vijfde eeuw de shamrock gezegend zou hebben
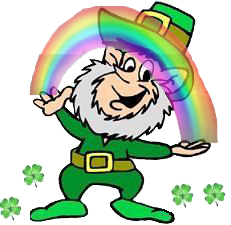
Leprechaun met regenboog en klaver

### Spiegels

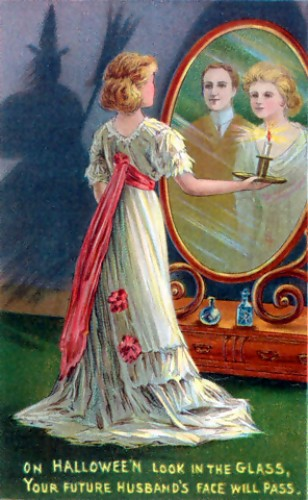
Men ziet zijn geliefde in de spiegel, Halloween.

Een spiegel breken zou zeven jaar ongeluk betekenen. Dit geloof is afkomstig uit de tijd van het Romeinse Rijk; de weerspiegelingen zouden een reflectie van de ziel zijn, en een gebroken spiegel tastte de ziel aan. Vroeger veronderstelde men dat het lichaam elke zeven jaar van fysiologische samenstelling zou veranderen. Daardoor dacht men dat een periode van ongeluk automatisch zeven jaar in beslag nam.
Spiegels die niet werden gebruikt, moeten worden afgedekt; ze zouden de bliksem aantrekken. Ook in het huis van een overledene moest men de spiegels afdekken, om twee redenen: de dood zou de menselijke ijdelheid immers toch doorbreken, en de overleden ziel zou andere zielen met zich kunnen meetrekken.
Volgens het Amerikaanse bijgeloof kon een ongehuwde vrouw haar toekomstige echtgenoot in een spiegel zien. Daar was wel een bepaald ritueel voor nodig. Het moest op de vooravond van Allerheiligen, Halloween, gebeuren. Wanneer ze om middernacht met een brandende kaars in de hand in een spiegel keek zou het gezicht van haar toekomstige partner (liefde) verschijnen.
Er zijn ook veel horrorfilms gemaakt over spiegels. Die films zijn meestal gebaseerd op het oude bijgeloof dat als een spiegel onbedekt was en er iemand op een brute manier stierf, dat haar of zijn ziel in de spiegels werd gevangen. Deze demon zou iemand die de spiegel breekt dan 7 jaar ongeluk brengen.

### Op hout afkloppen
Een overmoedige uitspraak doen zonder op hout af te kloppen, kan niet veel goeds betekenen. Deze vorm van bijgeloof heeft zowel een christelijke als een heidense oorsprong. Voor de heidense oorsprong moet men teruggaan naar de tijd van de Germanen. De boom was voor hen de aardse belichaming van hun goden. Men geloofde dat bomen de woonplaats waren van vele goden. Druïden voltrokken bezweringen en rituelen bij de heilige bomen. Wanneer de Germanen door demonische krachten werden bedreigd met een bepaald ongeluk, moesten ze hout aanraken; het was immers goddelijk. Hout nam de boze geest op en zond hem de grond in. De christelijke oorsprong vindt men bij de kruisiging van Jezus. Als men overmoedig was geweest, dan moest men een houten kruis aanraken als herinnering aan de nederigheid waartoe Jezus opriep. Overmoedig zijn betekende niet alleen het noodlot tarten, het was tevens een zonde.
Het hout behoort wel aan een aantal voorwaarden te doen; het moest ongeverfd zijn en alleen eiken-, wilgen- of appelboomhout was hiervoor geschikt.

### Ladders

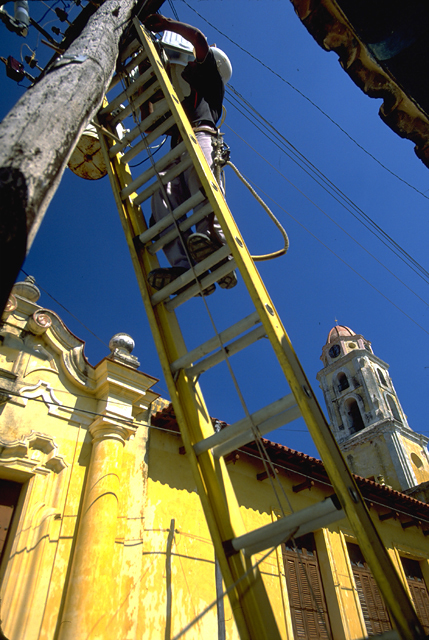
Een ladder tegen een telegraafpaal

Volgens het bijgeloof brengt onder een ladder doorlopen ongeluk. Een ladder die ergens tegenaan leunt vormt een natuurlijke driehoek met de muur en de grond. Gezien de driehoek het symbool van de heilige Drie-eenheid is, beoordeelden onze voorouders het fenomeen van onder een ladder door te lopen als een uitermate oneerbiedige daad. Wie dit wel deed, werd beschuldigd van duivelsverering. Later ontwikkelde men geleidelijk de overtuiging dat wie onder een ladder durfde door te gaan, door de dood getroffen kon worden. Een vrouw die het waagde onder een ladder door te lopen, zou nooit binnen het jaar getrouwd raken. Om gespaard te blijven van dit onheil, moest men zijn vingers kruisen of een wens doen. Ook op de schoenen spuwen en wachten tot dit opgedroogd is zou volstaan.

### Zout
Met zout knoeien zou ongeluk brengen. Wanneer men met zout knoeit, moet men onmiddellijk zout over de linkerschouder gooien; in de ogen van de slechte geesten. Links is ook de kant waarlangs de duivel mee zou gluren. Men hoopte op die wijze een ernstige ziekte af te wenden. Hierdoor ontstonden diverse rituelen rondom het zoutvat op tafel. Bij het dekken van de tafel moest eerst het zoutvat geplaatst worden, om bij het afruimen als laatste te verwijderen. Een probleem dat werd verholpen door het zout altijd op tafel te laten staan; zoals in de meeste restaurants de gewoonte is. Maar zout kan ook geluk brengen. Sommige mensen nemen altijd een zakje zout mee om succes in zaken te hebben. Wanneer iemand in het donker naar buiten gaat, moet hij steeds zout in zijn hand houden, wil hem niets overkomen. Alleen de eter zelf mag zout over zijn eigen eten strooien. Een kring van zout zou beschermen tegen betoveringen van heksen. In de Romeinse tijd werden de soldaten ook betaald met zoutklompjes. Na hun dienst gingen de soldaten op hun betaaldag naar de taveerne, waar ze hun zout op de tafel gooiden in ruil voor een grote kruik wijn. Als ze dan dronken en wel thuiskwamen, stond de vrouw hen kwaad op te wachten. Vandaar de uitdrukking Zout op tafel, daar komt heibel van.

### Geboorte en pasgeborenen
Veel bijgeloof heeft betrekking op overgangsriten zoals de geboorte. Er bestaan diverse soorten bijgeloof in verband met geboorte en pasgeborenen. Vrij algemeen is de vrees voor het boze oog (bijvoorbeeld van een jaloerse of onvruchtbare vrouw) en de angst voor boze geesten. Maar er bestaan ook andere vormen van bijgeloof, zoals de weigering om meer dan de noodzakelijke babykleertjes te kopen voordat de baby er daadwerkelijk is.
In het bijgeloof omtrent pasgeborenen spelen ook dieren een rol. Aan sommige dieren worden bovennatuurlijke invloeden toegeschreven, waardoor die uit de buurt van baby's worden gehouden. Een voorbeeld daarvan is de kat, die de adem van de baby zou stelen. Dit bijgeloof is trouwens wel gebaseerd op een realiteit: huiskatten gaan graag in de wieg liggen en dat kan leiden tot verstikking van jonge baby's.
In de Surinaamse cultuur wordt een baby na zonsondergang niet meer over de schouders gedragen omdat het dan bloot zou staan aan de invloed van boze geesten.

### Zonsverduisteringen

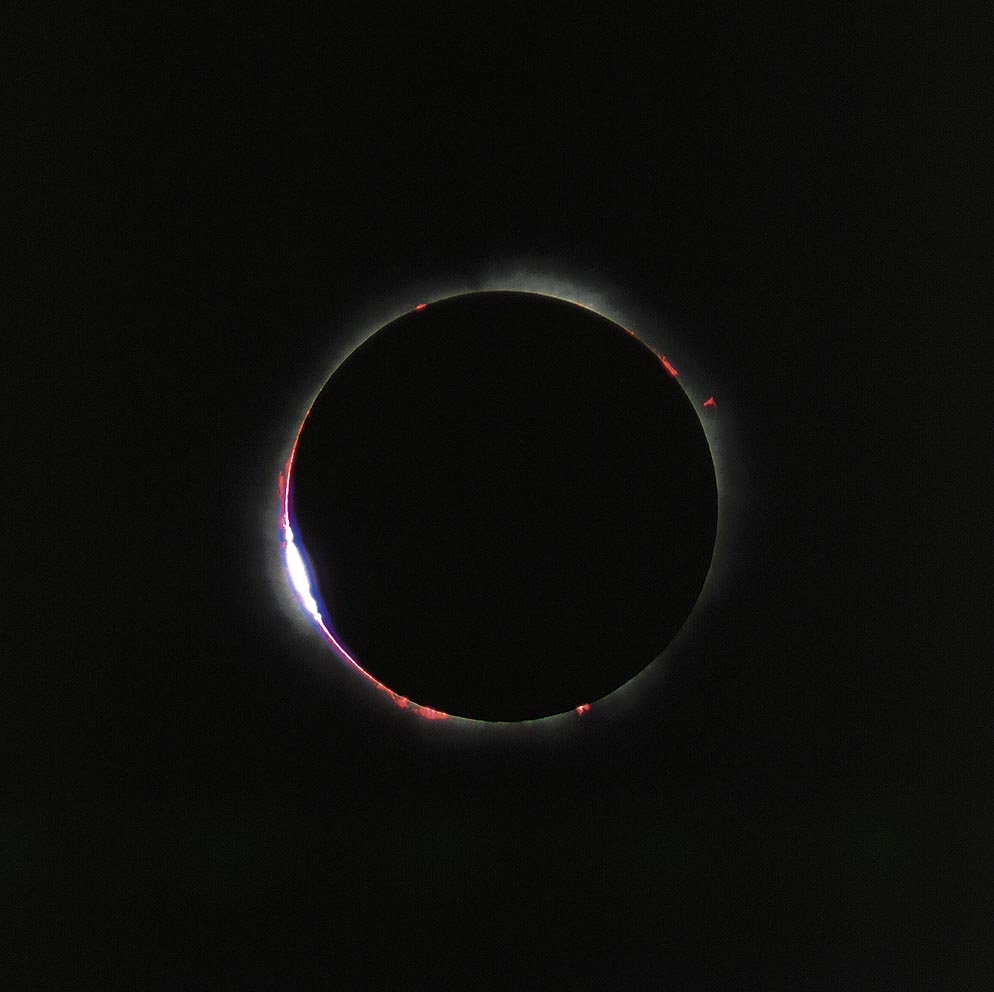
Zonsverduistering, 1999

In de afgelopen eeuwen werd verondersteld dat zonsverduisteringen invloed zouden hebben op het weer. De duur van een zonsverduistering zou verband houden met de duur van het regenseizoen. Ook het tijdstip van de verduistering zou van belang zijn: een zonsverduistering in het voorjaar zou gunstig zijn voor de oogsten. Tegenwoordig weet men dat dit onjuist is.
Bij een eclips in 2136 voor Christus dacht men in China dat de zon aangevallen werd door een grote onzichtbare draak. Door veel kabaal te maken (op trommels slaan, pijlen in de lucht schieten enz.) kon men de draak verjagen en het daglicht herstellen. Toen de eclips plaatsvond, was de keizer volledig onvoorbereid. Alhoewel de zon toch terug tevoorschijn kwam, was de keizer zeer vertoornd en beval de onthoofding van zijn astronomen. Ook op het Indonesische eiland Java is het tijdens een eclips gebruikelijk om flink lawaai te maken. Toen de maan in 1674 voor de zon schoof, begon iedereen intens te bidden en een hels lawaai te maken.
In Zuid-Amerika hebben de mythen en legenden over de zonsverduistering doorgaans een seksuele lading. Voor veel inheemse volkeren staat een eclips symbool voor de (al dan niet incestueuze) geslachtsgemeenschap tussen de zon en de maan. Volgens de Añus, het vier na grootste inheemse volk in Venezuela, lopen zwangere vrouwen tijdens een zonsverduistering kans dat de maan hun ongeborene wegkaapt. De Wayuu-indianen in Venezuela geloven ook dat zon en maan tijdens een eclips geslachtsgemeenschap hebben. Tijdens hun liefdesdaad willen ze niet gestoord worden, en daarom wordt het zo donker.
Veel Afrikanen zijn bang voor de zonsverduistering. Anders dan hier is de eclips in Afrika geen fascinerend natuurverschijnsel. Op het moment dat de zon zich aan het zicht onttrekt, duiken er umnyanma (kwade geesten) op. De Zoeloes hebben het over de Dag van de dode maan. Het is volgens deze Afrikaanse stam op zo'n dag onverantwoord belangrijke beslissingen te nemen. In India wordt geprobeerd de demon Rahoe tot inkeer te brengen zodra deze begint met het verorberen van de zon.
Volgens diverse onheilsprofeten zou de laatste totale zonsverduistering die in Europa zichtbaar was het einde van de wereld inluiden. Nostradamus' voorspelling dat in het jaar 1999 en zeven maanden uit de hemel een grote Koning der Verschrikking zal komen, om de grote Koning van Angoulmois uit de dood op te wekken. Dit zou volgens sommige bronnen duiden op de grootste eclips van deze eeuw. Nostradamus hanteerde nog de juliaanse kalender; hij doelde dus eigenlijk op 11 augustus 1999.

## Bijgeloof rond dieren

### Kat

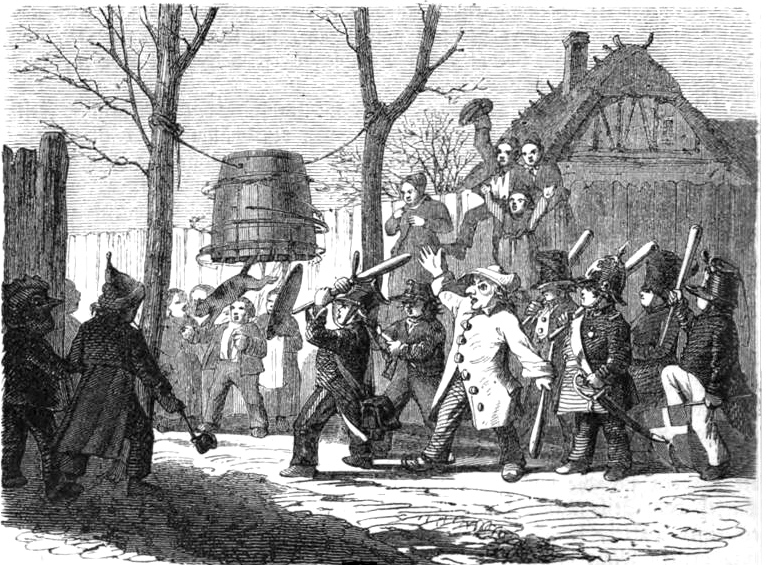
Katzenwerfen in Kopenhagen, afbeelding uit Das festliche Jahr in Sitten, Gebräuchen und Festen der germanischen Völker, 1863

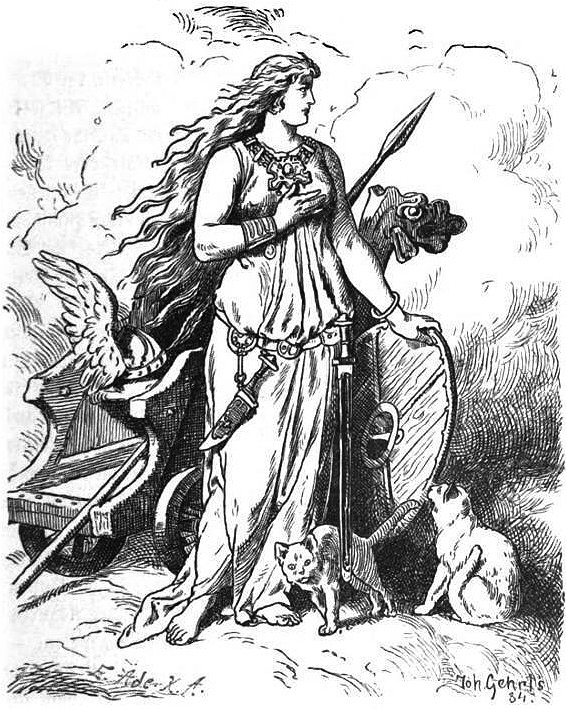
De godin Freya en haar katten

Vroeger geloofden sommige volkeren dat de kat het symbool was van het vleesgeworden kwaad. Duivels en heksen namen deze gedaante aan. Het gevolg hiervan was dat katten wreed werden behandeld en gedood. Soms geschiedde dit in de vorm van een volksvermaak, een zogenaamd kwelspel. Zo kende men het katknuppelen, waarbij het dier in een tonnetje werd opgesloten. Dit werd door middel van twee touwen tussen twee bomen gehangen, waarna men poogde de ton met knuppels aan diggelen te slaan. Ook dienden katten als offer voor de boze geesten of werden levend begraven. Kattenverbrandingen waren een in Frankrijk en Portugal gangbaar kwelspel waarbij een of meerdere katten in een zak werden verbrand. De mensen namen vaak overgebleven sintels mee omdat ze dachten dat dit geluk bracht of hen beschermde tegen kwade invloeden.

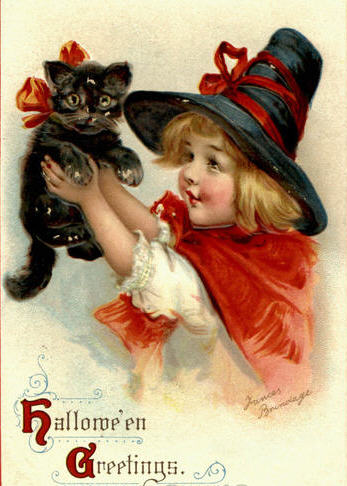
Halloweengroet met zwarte kat

In de Middeleeuwen werd de kat beschouwd als voorwerp van afschuw en als bondgenoot van de duivel en heksen. Een zwarte kat en een heks konden een en hetzelfde wezen zijn, door middel van gedaanteverwisseling. Men zag de blik van Satan in haar ogen. Bovendien hoort men een kat niet naderen: een van de redenen waarom heksen verdacht werden van het zich vermommen in een kat. Zo konden ze zich dan onopgemerkt verplaatsen. Er zijn talloze volksverhalen over kattendansen, die in verband worden gebracht met grafheuvels en heksenkringen. Deze vijandige houding jegens katten zorgde er echter voor dat muizen en ratten ongehinderd konden huishouden en de zwarte dood zich makkelijker kon verspreiden.
In tal van streken van Europa en Amerika is men er ook nu nog van overtuigd dat wanneer een zwarte kat je pad kruist en van je wegloopt, dit ongeluk met zich meebrengt. Daarnaast zijn er nog andere vormen van bijgeloof die minder bekend zijn. Een kat die te dicht bij onze mond komt, zou de adem uit ons lichaam kunnen wegslorpen, je krijgt ongeluk als een kat in je huis sterft of als ze mee verhuist. In Engeland brengt een zwarte kat juist geluk, en een witte kat ongeluk. Een kat die zich over de neus aait is een voorbode van aangenaam bezoek. In sommige landen wordt de zwarte kat niet zozeer als een brenger van, maar als een waarschuwer voor ongeluk beschouwd.
Tegenwoordig komt de kat als symbool van het kwaad nog steeds voor in allerlei kinderverhalen, zij het niet meer letterlijk bedoeld. Zo heeft Gargamel in De Smurfen een kwaadaardige kat, Azraël, als metgezel. Zo ook in tekenfilms, zoals bv. Tom & Jerry, waar de kat altijd de rol van de gemene schurk speelt, tegenover een sympathieke muis waarmee we ons als kijker dienen te identificeren.
De kat bekleedt al zeer lang een belangrijke plaats, bijvoorbeeld in de Germaanse mythologie. Freya, de godin van de vruchtbaarheid, de liefde en de schoonheid, liet zich door de wolken rijden op een wagen die werd getrokken door wilde katten. Ook de druïden offerden de kat om de vruchtbaarheid over de velden af te smeken.
De Egyptenaren vereerden de kat vanwege hun speelse karakter, het vangen van muizen (die het graan stalen) en omwille van het geluk dat deze dieren zouden brengen. Katten werden zelfs gemummificeerd. De kattengodin Bastet was zeer belangrijk in de Egyptische godsdienst.

### Bloedzuiger
In de volksgeneeskunde werden bloedzuigers gebruikt om pijnloos bloed te zuigen als alternatief voor aderlating. Men geloofde dat samen met het bloed ook de giftige stoffen uit het lichaam verdwenen, daar het opgezogen bloed deze diertjes al snel een zwarte kleur gaf. Dit is later wetenschappelijk onjuist gebleken.

### Ekster

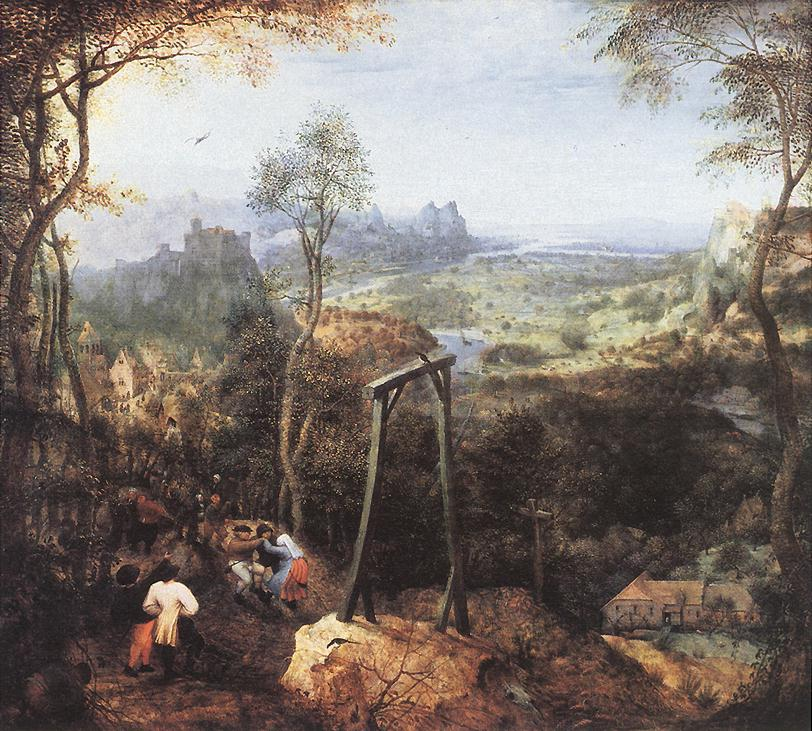
Ekster op de galg, Pieter Bruegel de Oudere, 1568

Volgens een Waalse en Franse sage had de ekster eerst een prachtig verenkleed, maar toen de vogel de gekruisigde Jezus had bespot, werd hij vervloekt en kregen zijn veren de kleuren van de rouw. Eksters werden van oudsher al beschouwd als ongeluksvogels, verkondigers van dood en rampzaligheid. Nog steeds zijn er woorden en uitdrukkingen in gebruik die getuigen van dit volksgeloof, zoals 'eksteroog'. Volgens het volksgeloof kunnen eksters het lot voorspellen. Zo zouden ze een naderende oorlog voorspellen wanneer ze zich in grote aantallen verzamelen en dan luidruchtiger zijn dan gewoonlijk. Ook het weer zou slechter worden wanneer een ekster luidruchtiger is dan anders.

### Mol
Als men een mollenpoot met zich meedraagt zou men veel geluk hebben. Mollenpoten die als amulet om de hals van een kind werden gehangen, zouden helpen bij het doorbreken van de tanden; dit vanwege het verband dat men ziet tussen de gravende voorpoten van de mol en het doorbreken van tanden.

### Paard
Het paard zou goed werken tegen allerlei kwalen. Het vet van de manen werd gebruikt bij brandwonden en als reumazalf. Bij verkoudheid werd paardenmest gekookt en opgedronken (zie ook Triakel). Wie last had van zweren moest eelt van een paard als amulet dragen.

### Kevers

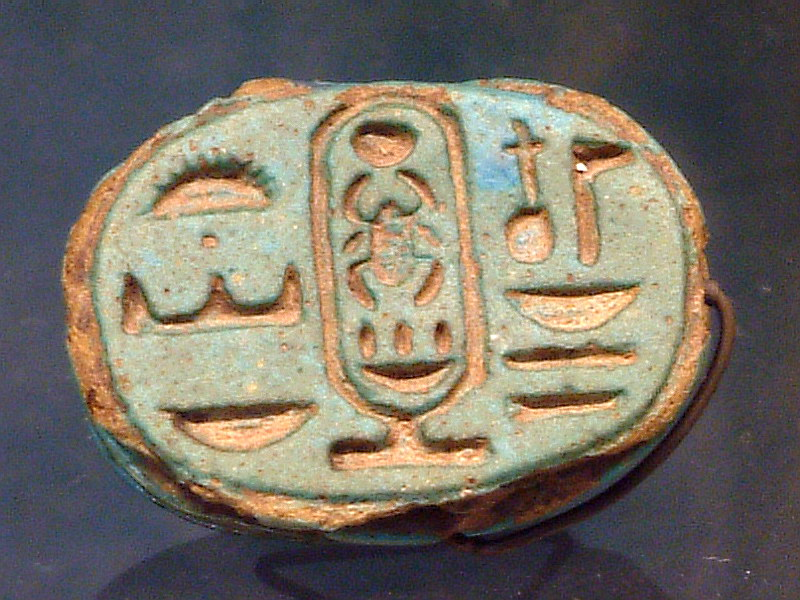
Zegelring uit het graf van Toetanchamon (met een scarabee), Louvre

Verschillende kevers spelen een rol in het bijgeloof, zo werd de pillendraaier of mestkever al in het oude Egypte vereerd. Het vliegend hert werd in Engeland gezien als brenger van stormen en met stenen doodgegooid. Van de kever Blaps mortisaga (morti-saga betekent doodsvertelling) werd gedacht dat deze de dood zou aankondigen.

#### Lieveheersbeestjes
Lieveheersbeestjes (die op je af komen vliegen) zien, brengt geluk. Een lieveheersbeestje doden brengt ongeluk: ze zouden regen veroorzaken als ze worden doodgetrapt.
De bestaande Germaanse naam voor het kevertje, Freyafugle (vogel van de godin Freya) werd verchristelijkt tot onzelievevrouwebeestje of lieveheersbeestje tijdens de kerstening. Het diertje heeft vele namen, die vaak verwijzen naar het dier van de goden, zoals hemelbeestje, ingeltsje (engeltje) of zonnekoekje.

### Spin
De spin staat symbool voor gevaar, giftigheid en boosheid (zo nijdig als een spin zijn). Maar kleine spinnen zouden geluk brengen; het tijdstip waarop een spin wordt gezien, speelt daarbij een belangrijke rol. In de volksgeneeskunde werd een walnoot met een kruisspin erin als amulet tegen koorts gedragen. Een spin die naar beneden kruipt in zijn web is een goed voorteken, maar als hij omhoog kruipt is er ongeluk op komst. De 8-potige spin brengt welvaart. Een oude uitdrukking is Een spin in de morgen brengt kommer en zorgen, een avondspin heeft geluk en zegen in. Echter deze uitdrukking kan ook slaan op het werkwoord spinnen en het beroep. Als een spinner het te armoedig had waardoor hij al in de ochtend moest gaan spinnen, dan was dat inderdaad een teken van kommer en zorgen.

### Vleermuis

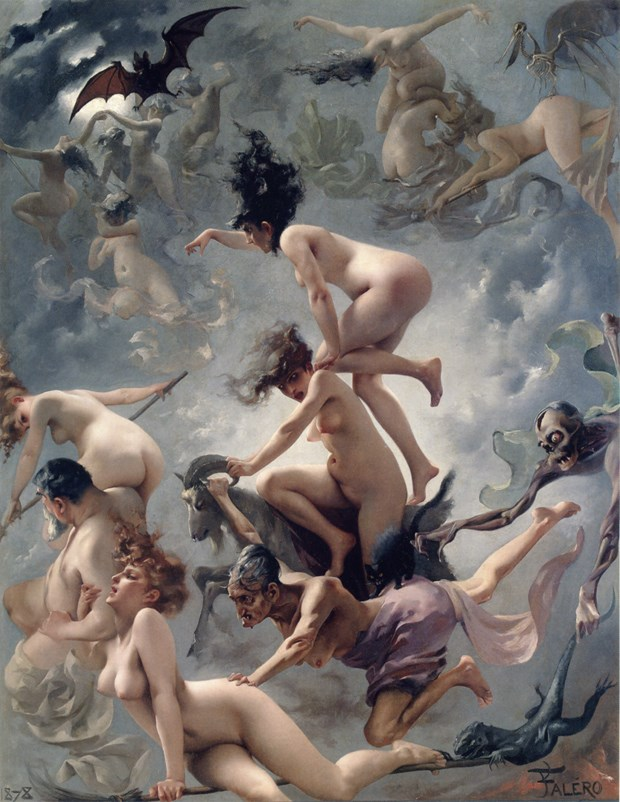
Op weg naar de heksensabbat, Luis Ricardo Falero, 1878

Voorouders brachten vleermuizen in verband met boze geesten, heksen en vampiers. Ze werden levend op de staldeur naast het hoefijzer genageld. Op die manier zouden ze het kwaad afweren en heksen zagen zo wat er met hen zou gebeuren als ze te dicht bij kwamen. Ook de duivel wordt weleens met vleermuisvleugels afgebeeld. Volgens het Slavische volksgeloof is de meest bekende vampier een levende dode die 's nachts zijn graf verlaat om mensen het bloed uit te zuigen. Vleermuizenbloed zou voorkomen in heksenzalven. In het verleden werden tuberculoselijders aangezien voor vampiers omdat zij bloed spuwden.

### Reptielen
Kameleons worden in Afrika als brengers van ongeluk gezien.
Schildpadden worden in Azië als geluksbrengers gezien, delen van het schild worden vermalen en gegeten of als amulet gedragen. Het eten zou de potentie verhogen.
Slangen worden in landen als India als goddelijk gezien en als heilig beschouwd.

### Amfibieën
Boomkikkers zouden het weer kunnen voorspellen door hun kleuren en gekwaak.
Padden worden in veel culturen geassocieerd met heksen en de duivel.

### Varken
Geloofd wordt dat mensen die varkenshersenen eten geen leugens kunnen vertellen. In de Keltische mythologie neemt het varken of het wild zwijn een belangrijke plaats in.

## Bijgeloof rond planten

### De levensboom

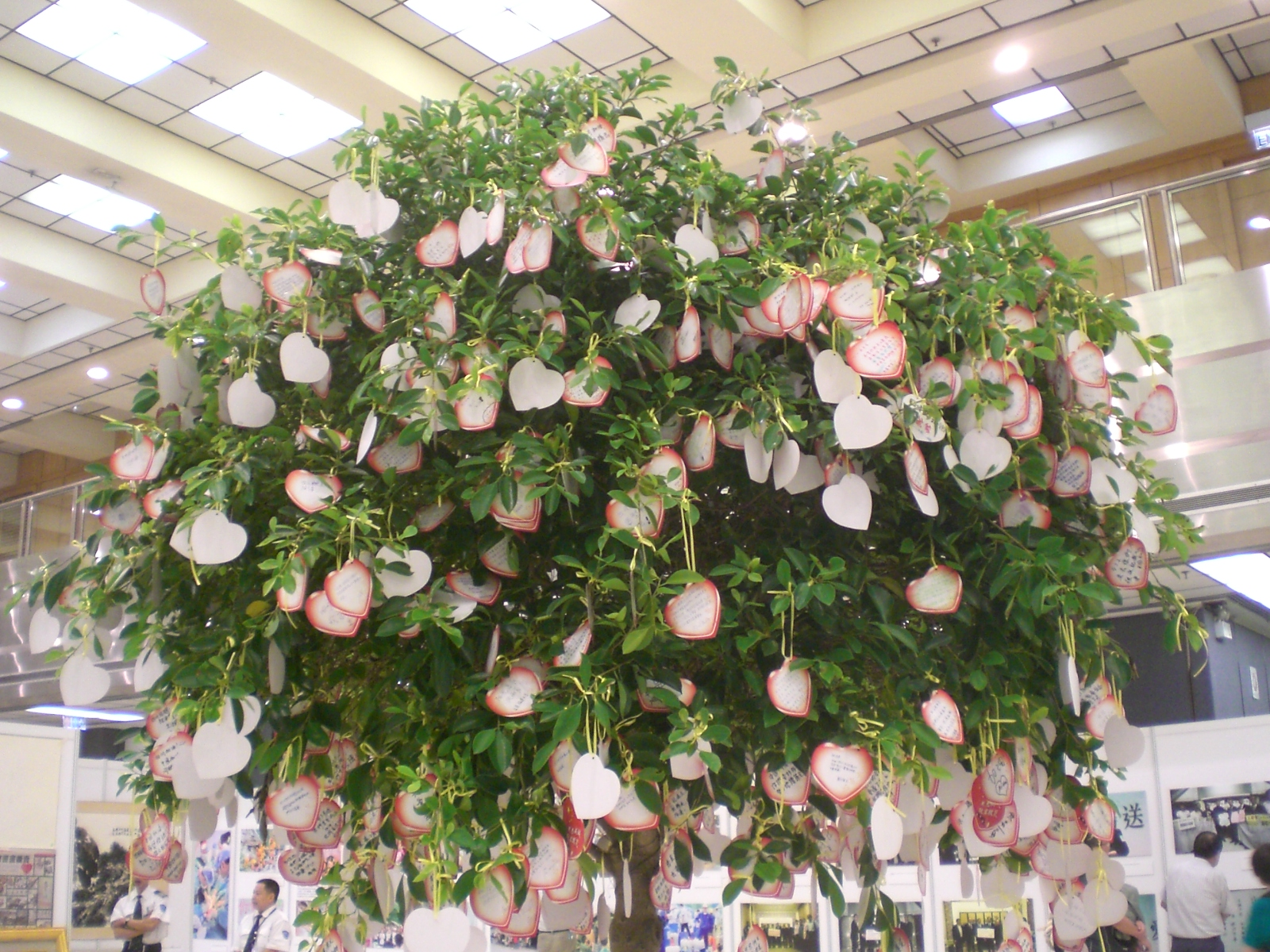
Een moderne wensboom

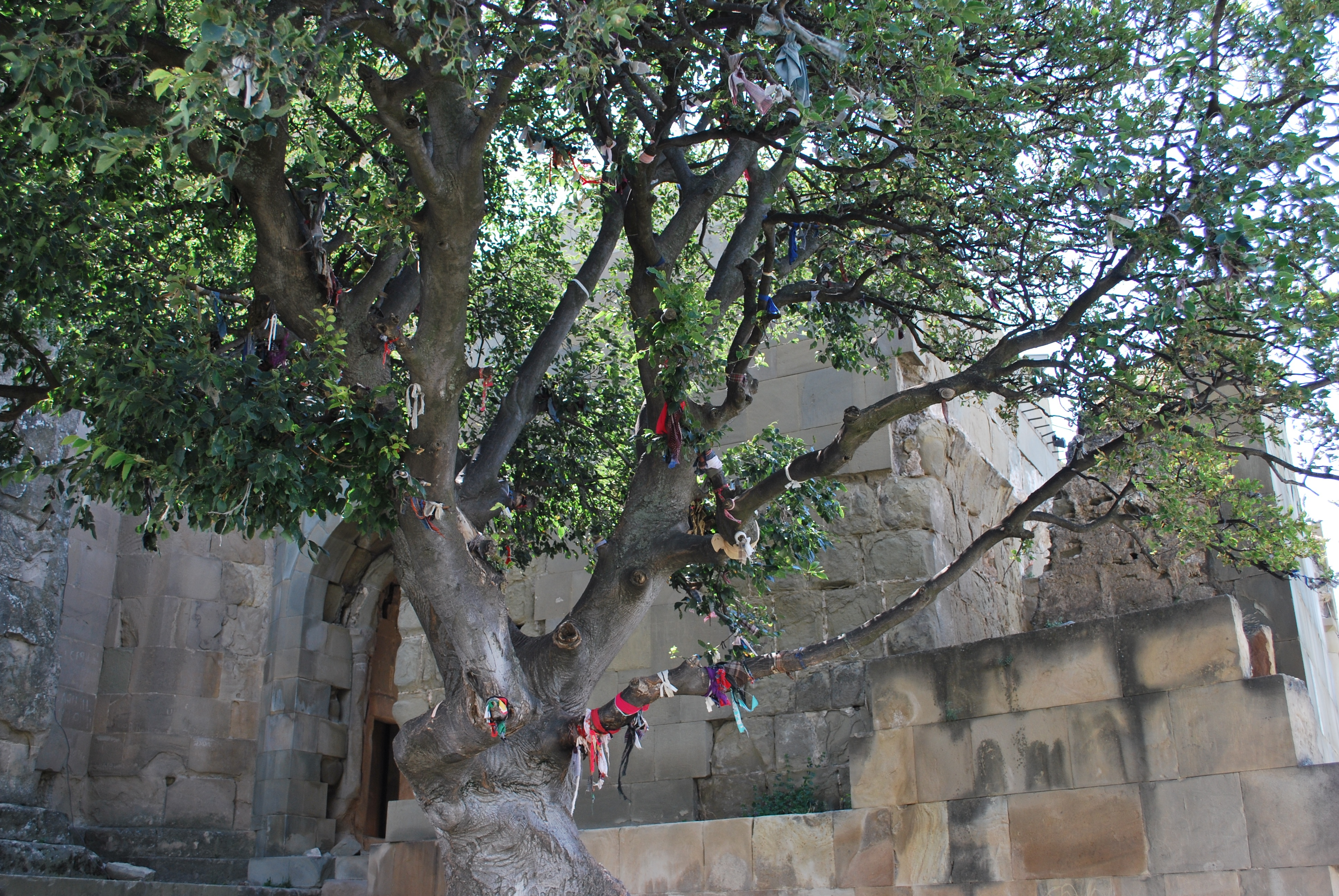
Een geluksboom, zie ook boomheiligdom

In vele streken wordt bij de geboorte van een kind een levensboom of geboorteboom geplant. Het kind zal opgroeien op dezelfde manier als de boom zich ontwikkelt. Het leven van de nieuwgeborene is volgens het volksgeloof verbonden met het leven van de geplante boom. Dit idee ontstond bij de Germanen. Alle Germaanse volkeren beschouwden de boom als beeld van het leven. De tijdstippen voor het planten van de levensboom zijn volgens het oude volksgebruik de geboorte zelf, de dag van de doop of de dag van de eerstvolgende nieuwe maan.

### De lindeboom
De lindeboom werd bij de Germanen aanzien als heilige boom. De godin Freya zou er zich in vestigen. De geest van de linde gold als beschermer voor huizen, bronnen en kerken. Ook later werd hij als goede boom beschouwd. Huwelijken werden gesloten onder de linde; de duimen van de geliefden werden dan in de bast gedrukt. Een lindetak zou tevens helpen als middel tegen tandpijn bij kinderen en het zou, in amuletvorm, beschermen tegen heksen en geesten.

### De wilg
De wilg zou een sterke magische geladenheid hebben. Bij de Germanen was de boom een symbool van de dood. Heksen zouden in de kruinen van de wilgen rusten. Vroeger maakte men daarom fluitjes uit wilgenhout om heksen en duivels te verjagen. Een gebruik bij voodoopraktijken is een knoop leggen in een wilgentak. Daarmee zou je van op afstand iemand anders in het nauw kunnen drijven.

### Kruidenwis
Een kruidenwis is samengesteld uit vele met aandacht en eerbied uitgezochte planten. Deze werden geplukt op een bepaald tijdstip of bij een bepaalde maanstand. Dit gebruik stamt ook af van Germaanse gebruiken. Een kruidenwis werd door druïden verbrand ter ere van de godin Freya. Door de komst van het christendom werd Freya van haar plaats verdreven als belangrijkste godin. Maria nam vanaf dan haar plaats in. Toch bleef het gebruik van een kruidenwis bestaan. Men gaf er alleen een christelijke waarde aan: in het graf van Maria werd enkel een bos kruiden aangetroffen, want zij zelf was verrezen.

### De maretak

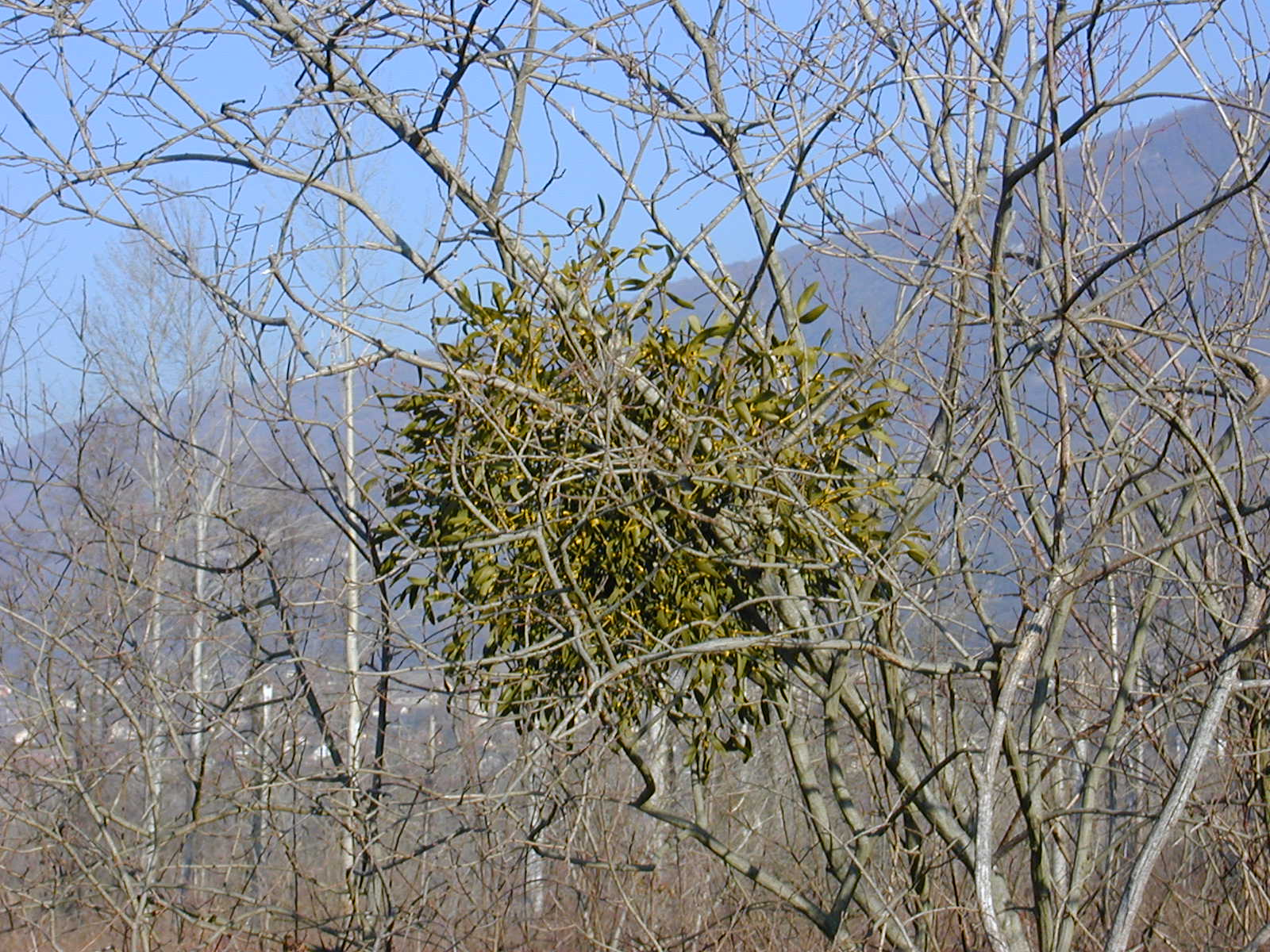
Maretak

Bij de Kelten en Germanen was de maretak een heilige plant, die in hun magische vruchtbaarheidsrituelen een belangrijke rol speelde. Bij de midwinterceremonie sneed een in wit geklede druïde met een gouden sikkel de maretak uit de heilige eik. Daarna slachtte hij de offerdieren en dompelde de maretak in water, dat dan als bescherming tegen ziekten en onheil werd gebruikt. De offergaven waren bestemd voor de geesten van de vruchtbaarheid, zoals de godin Freya. Zo kwam het dat de maretak later aan de balken van stallen werd gehangen; het diende om de mare (wat heks, spook of nachtmerrie betekent) weg te jagen en zo het vee vruchtbaar te houden.

### Heksenkring
In het Bijbels scheppingsverhaal vind je geen paddenstoelen terug. Alleen dat al maakte de paddenstoel nu juist verdacht bij de christenen, want wat niet door God was gemaakt, achtten ze een creatie van de duivel. De cirkelvormige groeiwijze van sommige paddenstoelen noemt men een heksenkring. Die naam heeft het te danken aan het bijgeloof; het zou de plaats zijn waar heksen dansten tijdens sabbatnachten. Het was zeer gevaarlijk om een voet in een heksenkring te zetten.

Heksenkringen
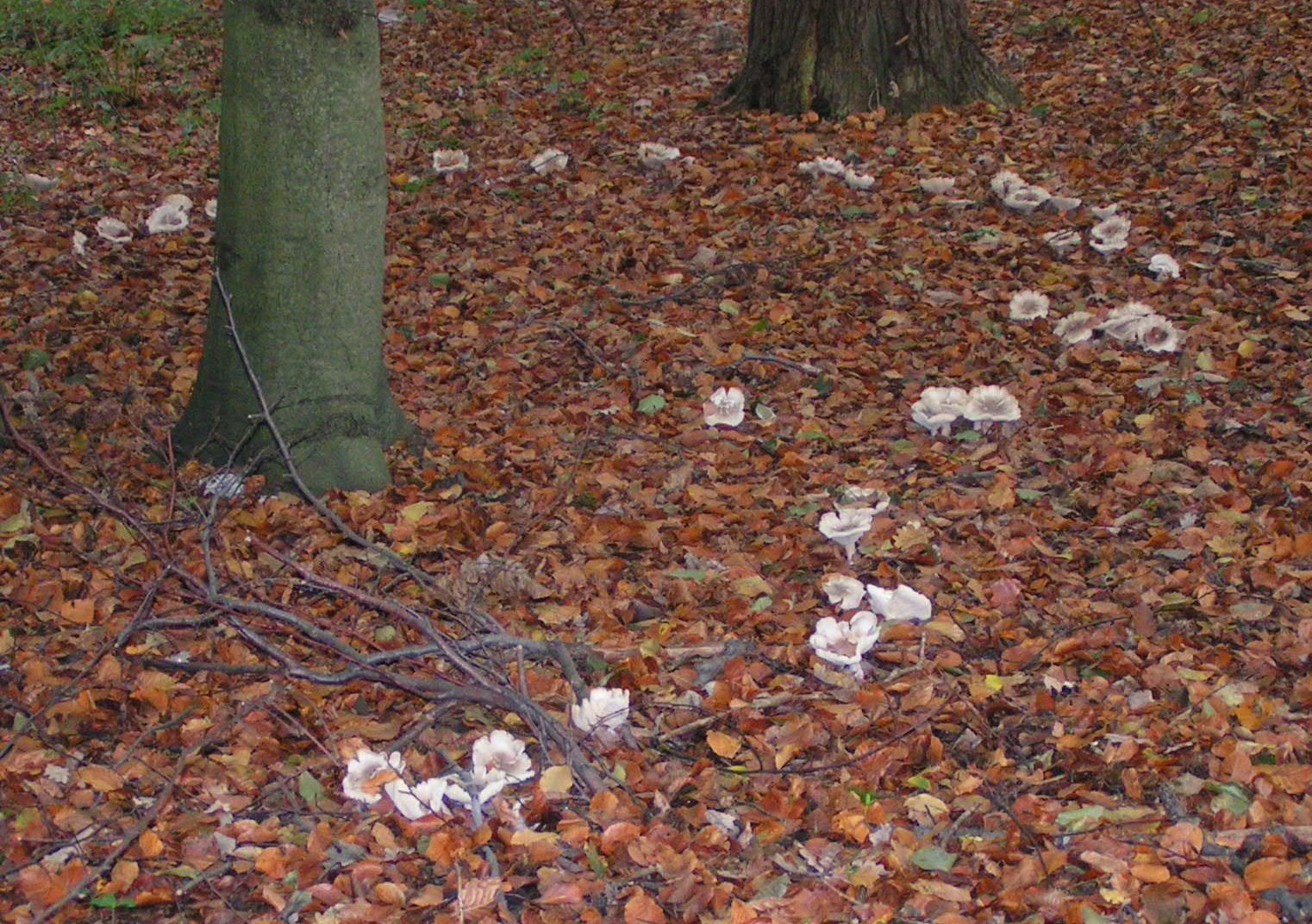
Heksenkring om boom
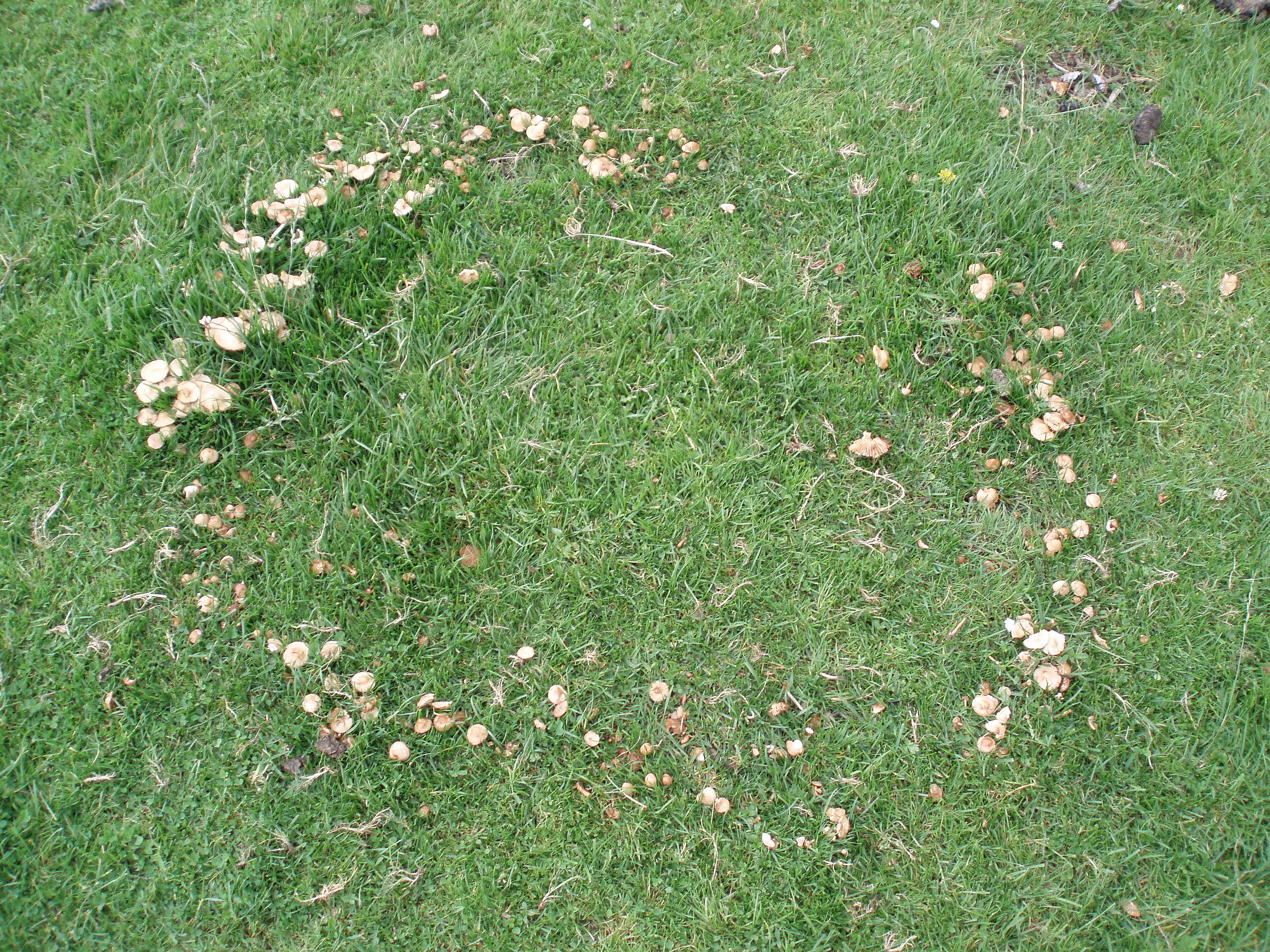
Heksenkring in weiland

### Vlier

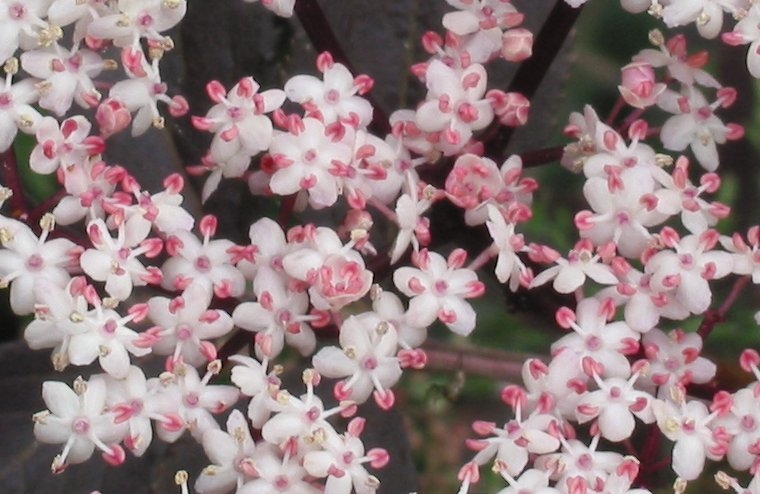
Vlier

Aan de bloesem van de vlier worden voorspellende krachten toegeschreven. In Midden-Europa hangen jonge meisjes in de nacht van 21 juni een bloeiende vlierbloesem achter het bed. Hierdoor zal hun toekomstige echtgenoot zich in hun droom openbaren.

## Bijgeloof op de kalender
Het weer op bepaalde merkeldagen zou bepalend zijn voor het weer voor de rest van een periode.
De bekendste ongeluksdatum is vrijdag de dertiende. Maar ook andere dagen zouden ongeluk brengen.
1 april werd vroeger vaak beschouwd als een ongeluksdag, omdat Judas op deze dag zou zijn geboren of zich zou hebben opgehangen. Kinderen die in april werden geboren zouden ongelukskinderen zijn, vooral degenen die op 1 april ter wereld kwamen. Ze zouden moeilijk op te voeden zijn, kromgroeien, niet lang leven, alles verkeerd doen en hun leven lang ongelukkig zijn. Vaak voorspelde men een onnatuurlijke dood. Gereedschap dat op 1 april was gemaakt, zou iedereen ongeluk brengen die ermee werkte.
De Romeinse kalender bevatte een opsomming van fasti en nefasti, geluksdagen en ongeluksdagen.

### Bijgeloof verbonden aan weekdagen

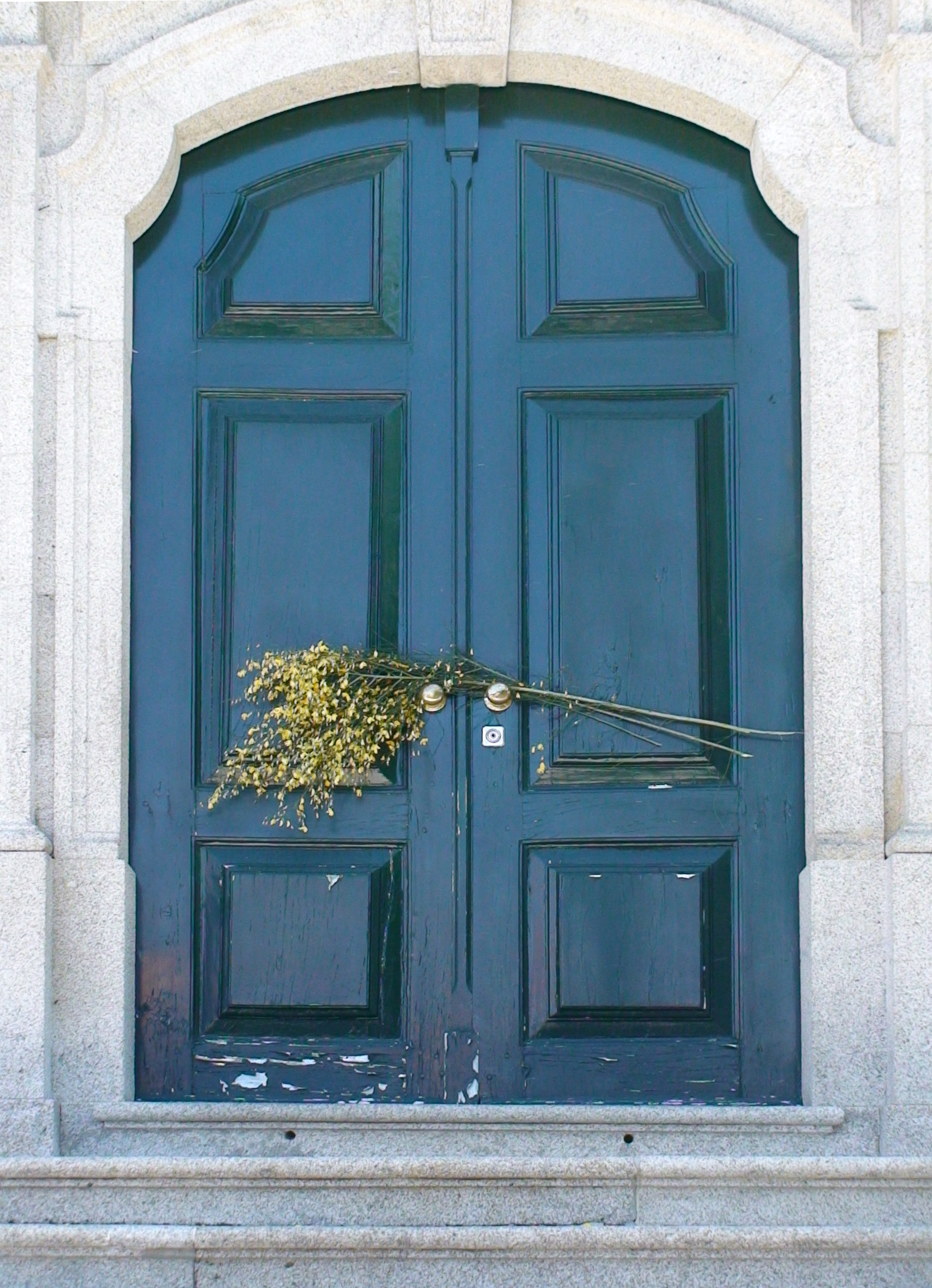
In Portugal wordt op 1 mei Maias gevierd, dit staat in verband met Floralia en Flora. De takken aan de deur zijn voor bescherming tegen honger en heksen

#### Zondag
Vanuit godsdienstig oogpunt geldt deze dag als een heilige rustdag, en daar zitten bepaalde regels aan vast. In principe wordt de zondag gezien als een geluksdag, tenzij men de zondagsrust verstoort. Op de arbeid van de zondag zal geen zegen rusten, want de arbeid verstoort de zondagsrust. Wie 's zondags aan een huis werkt, zou ratten en muizen aantrekken. Andere uitdrukkingen:
- Zondagskind, gelukskind.
- Als het 's zondags regent onder de hoogmis, dan regent het gans de week.
- Wat men 's zondags wint, breekt men in de week de nek!
- Een zondagsteek houdt geen week.

#### Maandag
Maandag wordt vaak gezien als ongeluksdag. Wellicht heeft dit te maken met de tegenzin om na een vrij weekend weer een hele week aan het werk te moeten.
Uitdrukkingen:
- Wie 's maandags iets leent, is het kwijt.
- Wat 's maandags begint, 's zaterdags verslindt.
- De maandag is de broer van de zondag (dronkemansgezegde).
- Een maandagse maan kan niet zonder wind of regen vergaan.
- Maandagmorgenmonster, een ludieke naam voor een apparaat dat op maandagochtend in elkaar gezet is, en dat niet goed functioneert.

#### Dinsdag
Na de zondag als rustdag en de maandag als ongeluksdag, geldt de dinsdag als de geluksdag.

#### Woensdag
De woensdag zou in verband staan met toverij; de dag dat de heksen uitrijden. Het is tevens de dag waarop Judas zijn Meester verraadde, en dat voorspelt niet veel goeds.

#### Donderdag
Het is een volksgewoonte dat de vrijer op donderdag een bezoek brengt aan het huis van zijn meisje. Het zou gunstig zijn om op deze dag in het huwelijk te treden of recht te spreken. Uitdrukkingen:
- Als de donderdag komt, is de week verloren.

#### Vrijdag
Vrijdag de dertiende is wordt vaak gezien als een ongeluksdag. Verder wordt het als laatste werkdag van de week gezien als een slechte dag om ergens mee te beginnen.

#### Zaterdag
Hij die op een zaterdagnamiddag geboren is, zou heel perfectionistisch zijn. Uitdrukkingen:
- Geen zaterdag zo kwaad, of de zon schijnt vroeg of laat.

### Jaarlijkse ongeluksdagen
Vroeger werden de zogenaamde ongeluksdata met rijmpjes onthouden:
- Januari: In deze eerste maand zijn de één en zeven als een scherp zwaard te vrezen.
- Februari: De vierde wil de dood in lokken; de derde doet de adem stokken.
- Maart: Voor de eerste wee de gulzigaard; de vierde is de laatste voor de dronkaard.
- April: Op de tiende en de elfde beide, zal de dood een warm ontvangst bereiden.
- Mei: De eerste stopt de arme in z'n leven; in één uur tijd moordt de zeven.
- Juni: De tiende komt met een doods visioen; op de vijftiende kan men tegen het lot niets doen.
- Juli: De dertiende is een fatale dag; op de vierde valt voor velen de laatste slag.
- Regent het op 13 juli (Sinte Margriet), dan blijft het 14 dagen regenen.
- Augustus: De eerste doodt met onverwachte slag; de tweede krijgt een leger 't graf.
- September: De derde dag dompelt in rouw; de tiende is rampzalig voor man en vrouw.
- Oktober: De derde en tiende, hun adem verpest, zijn even gevaarlijk als de Zwarte Pest.
- November: De vijfde brengt een dodelijke pijn; de derde zal ook vol vernietiging zijn.
- December: De zevende is fataal voor 't menselijk leven en ook de tiende is van dood vergeven.

## Geluk en ongeluk

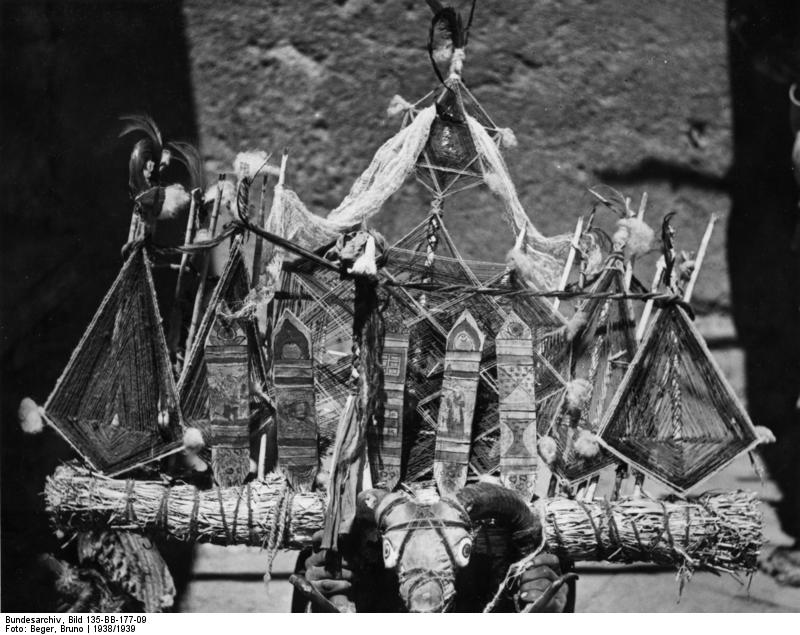
Bescherming tegen geesten, foto genomen tijdens Tibetexpeditie in 1938

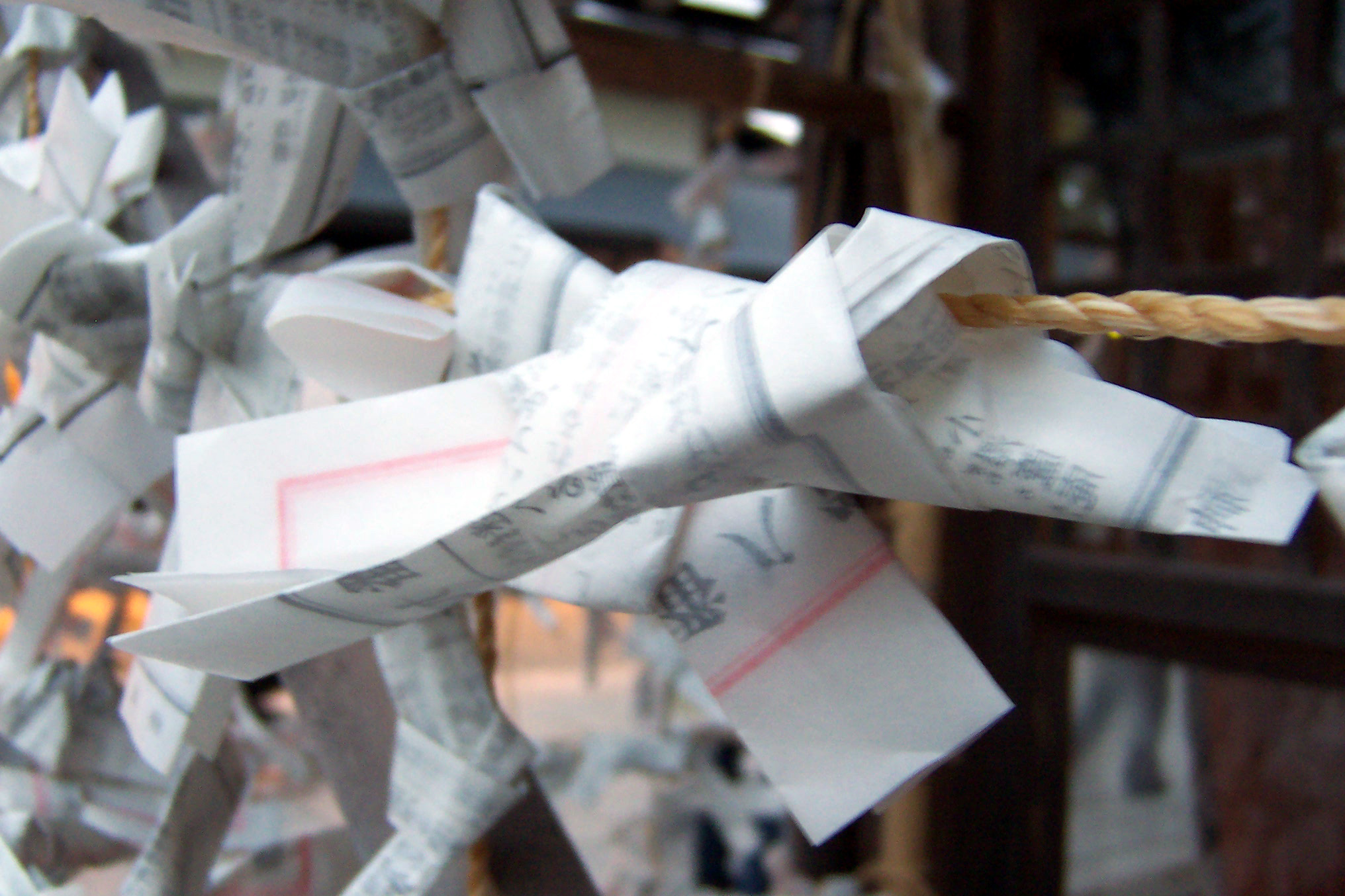
Ongeluks-omikuji worden aan een touw gebonden, shinto

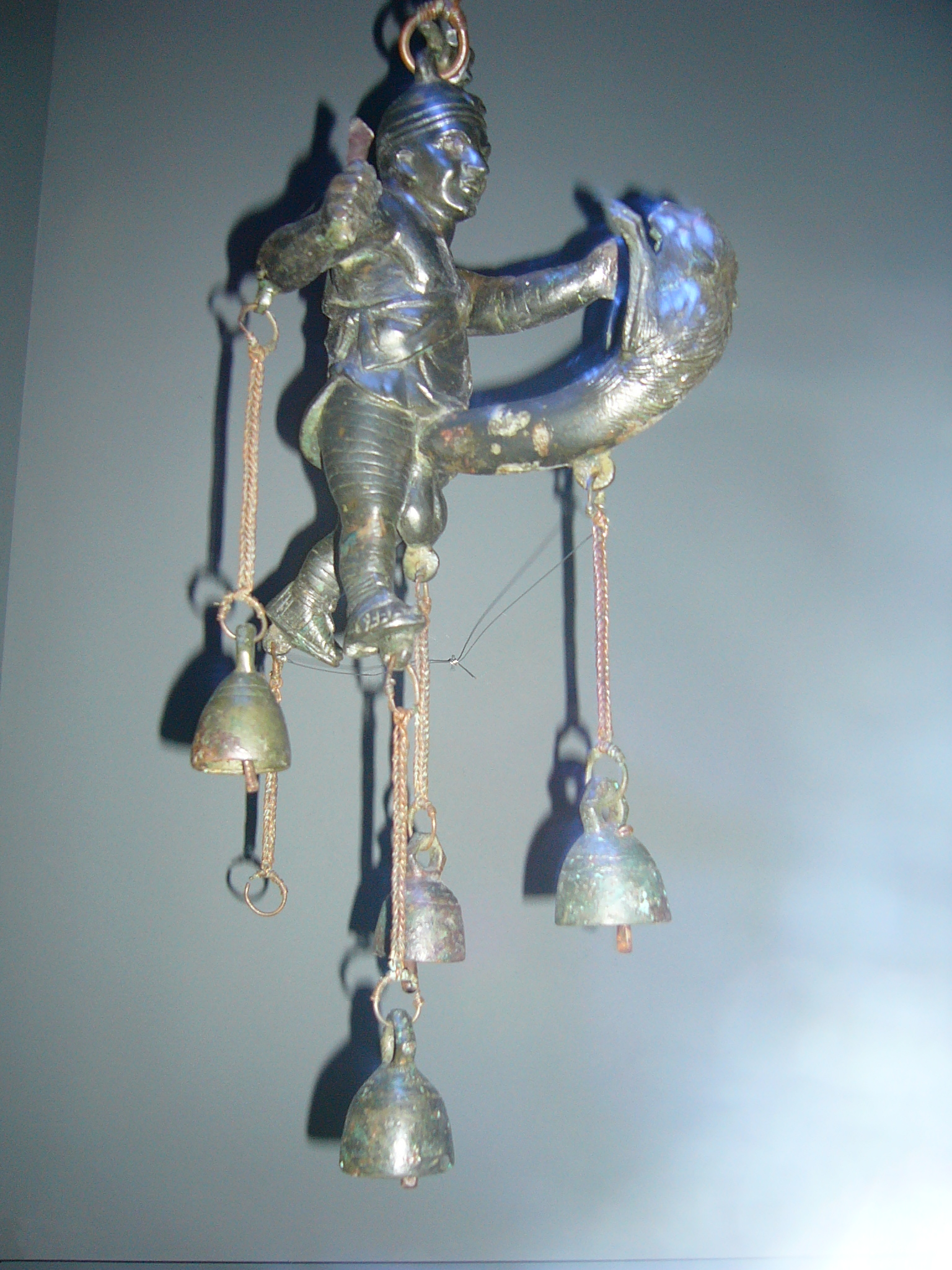
Tintinnabulum, een man vecht tegen zijn eigen geslacht, werd opgehangen bij de deur om ongeluk te voorkomen, 1e eeuw v.Chr.

### Handelingen, voorwerpen en gebeurtenissen die ongeluk zouden brengen
- Aan tafel niezen: een sterfgeval in de familie.
- Een lieveheersbeestje doden; brengt groot ongeluk.
- Een duif horen koeren bij het aanbreken van een nieuwjaarsdag, terwijl je een heuvel afdaalt: het komende jaar staat dan in een slecht teken.
- Een kikker dood trappen: er sterft een koe.
- Tegelijkertijd de voor- en achterdeur van een huis openzetten.
- Op zondag je nagels knippen: de zondag daarop word je ziek.
- Graven tellen.
- Een boek laten vallen en er niet op gaan staan.
- Een aanzoek doen in een kerk: voorspelt een ongelukkig huwelijk.
- Niezen op zondag: een hele week heibel.
- De sterren tellen.
- Je haar kammen als het donker is.
- Appelhout stoken.
- Een wilde vogel in huis brengen.
- Van kool dromen.
- Nieuwe kleren wassen voor ze gedragen zijn.
- Een nieuwe ingang in een oud huis maken.
- Iemand nakijken tot hij geheel uit het zicht verdwenen is.
- Een kraai zien.
- Fruitbomen twee keer in één jaar laten bloeien.
- Zoete aardappelen in bloei laten komen.
- Een treurwilg planten.
- Een vleermuis je haar laten raken of erop laten landen.
- Je kat meenemen als je verhuist.
- Na het invallen van de duisternis as opruimen.
- Gele bloemen bij een huwelijk.
- Drie bloeddruppels uit de neus: de geliefde is ontrouw.
- Een boterham die op de beboterde zijde valt.
- Kamernummer, plaatsnummer of afdelingsnummer dertien.
- Verlies van trouwring.
- Geboortedag op 1 maart, 1 april, 1 augustus of 1 december.
- Het inzakken van een graf: de gestorvene zou naar de hel gaan.
- Het tsjirpen van een krekel in huis.
- Hommel die het huis invliegt.
- De kat die zijn staart likt: betekent onaangenaam bezoek.
- Zwarte kat aan de linkerzijde.
- Geroep van uilen.
- Een kaars met een blauwige vlam.
- Een kerstboom die twee keer per jaar in bloei staat.
- Een blaasbalg op tafel leggen
- Vijfvoudige klaverblad.
- Onverklaarbare klopgeluiden in huis.
- Witte koolbladeren.
- Het verschijnen van een komeet.
- Drie molshopen naast elkaar.
- Een bloedend linkerneusgat.
- Een non of priester tegenkomen.
- Het tuiten van het linkeroor: betekent slecht bericht.
- Een roodstaartje dat op het dak zingt: voorbode van brand.
- Krakende en piepende schoenen: deze moeten nog betaald worden.
- Zonsverduistering of maansverduistering.
- Een spin in de morgen (brengt kommer en zorgen)
- Struikelen.
- De ooievaar verlaat vroegtijdig zijn nest op het dak: het huis zal binnenkort afbranden.
- Onder een ladder doorlopen.
- Drie vlinders samen zien.
- Op een scheur in tegels staan.
- Het plotseling kietelen in de palm van je linkerhand: voorbode van onverhoopte kosten.

### Handelingen, voorwerpen en gebeurtenissen diegelukzouden brengen
- Een peulvrucht met 9 erwten.
- Zingen voor het ontbijt.

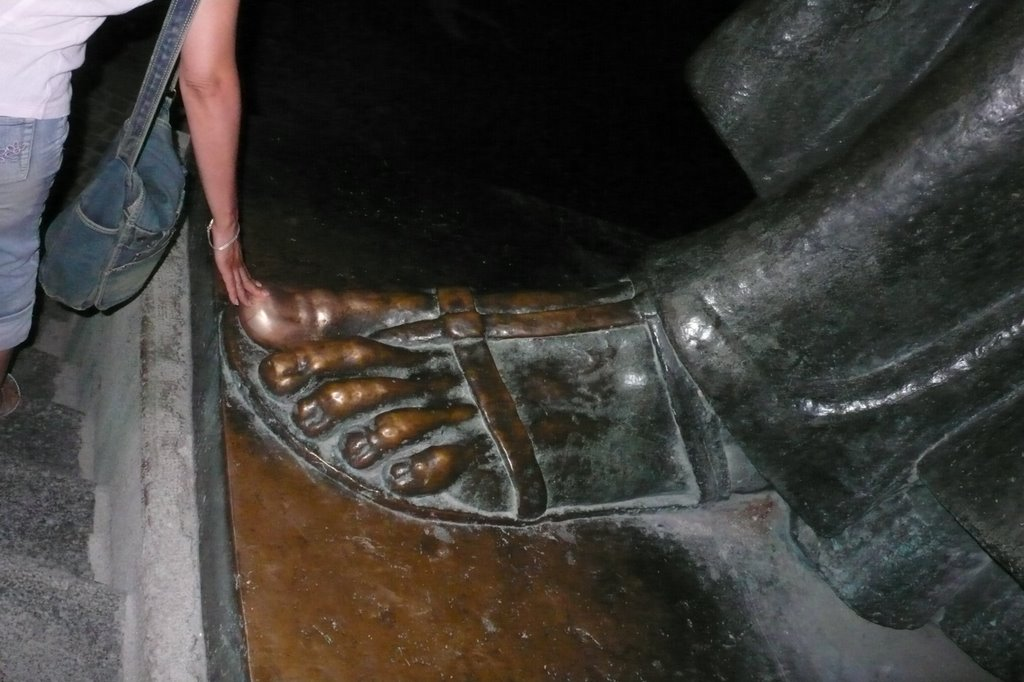
Het aanraken van een beeld, hier de teen van Grgur Ninski in Split

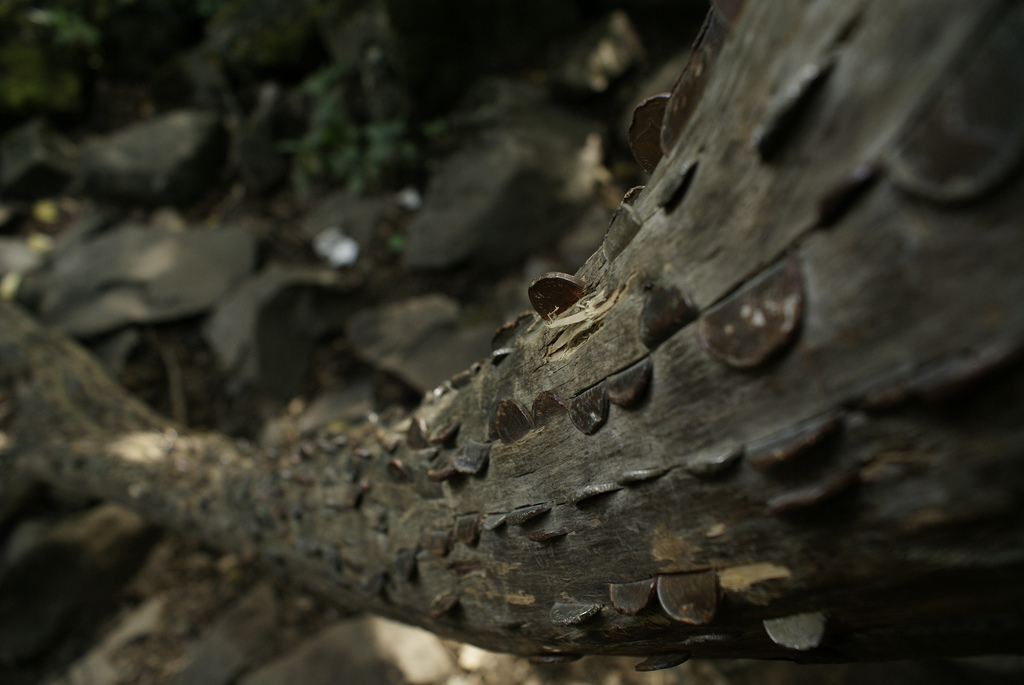
Munten in een wensboom

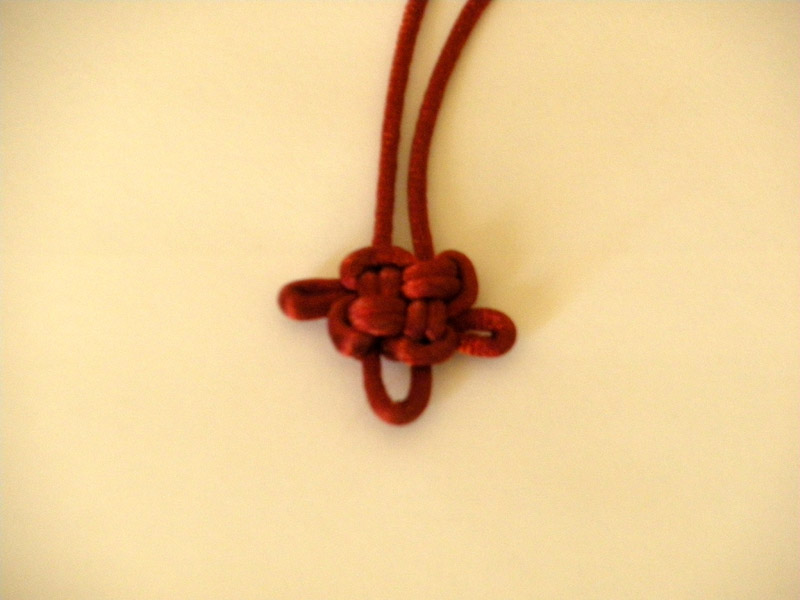
Een chinese geluksknoop

- Vliegende vleermuizen in de schemering.
- (Voor het ontbijt) 3 keer niezen: brengt morgen goed weer.
- Een pannenkoek eten.
- Het plotseling kietelen in de palm van je rechterhand: voorbode van geld.
- Een hert dat met Nieuwjaar bronstig loeit.
- Een gevonden hoefijzer.
- Een vreemde hond die mee naar huis loopt.
- Tussen gestreken lakens slapen.
- Een ontmoeting met een leeuw: brengt bescherming.
- Een lieveheersbeestje dat op je af komt vliegen.
- Een witte muis.
- Een nachtegaal horen zingen.
- Jeuk aan de neus: binnenkort krijgt men een geschenk.
- Een bloedend rechterneusgat.
- Over de rechterschouder naar de nieuwe maan kijken.
- Het tuiten van het rechteroor: voorbode van goed bericht.
- Een gevonden cent.
- Regen bij een begrafenis.
- In de regen wandelen.
- Een schaapje aan de linkerhand.
- Scherven, maar niet van een spiegel.
- Witte vlinder.
- Een schoorsteenveger tegenkomen/aanraken/een hand geven.
- Zwaluwen die onder de nok van het dak nestelen.
- Vette, vrolijke mussen: voorspellen een rijke oogst.
- 's Avonds spinnen.
- Een ooievaar op het dak.
- Tijdens storm de haren laten knippen.
- Een hooiwagen.
- Vogelontlasting op je hoofd.
- Het afkloppen op appel-, wilgen en eikenhout.

## Lijst van bijgelovige zaken op alfabet

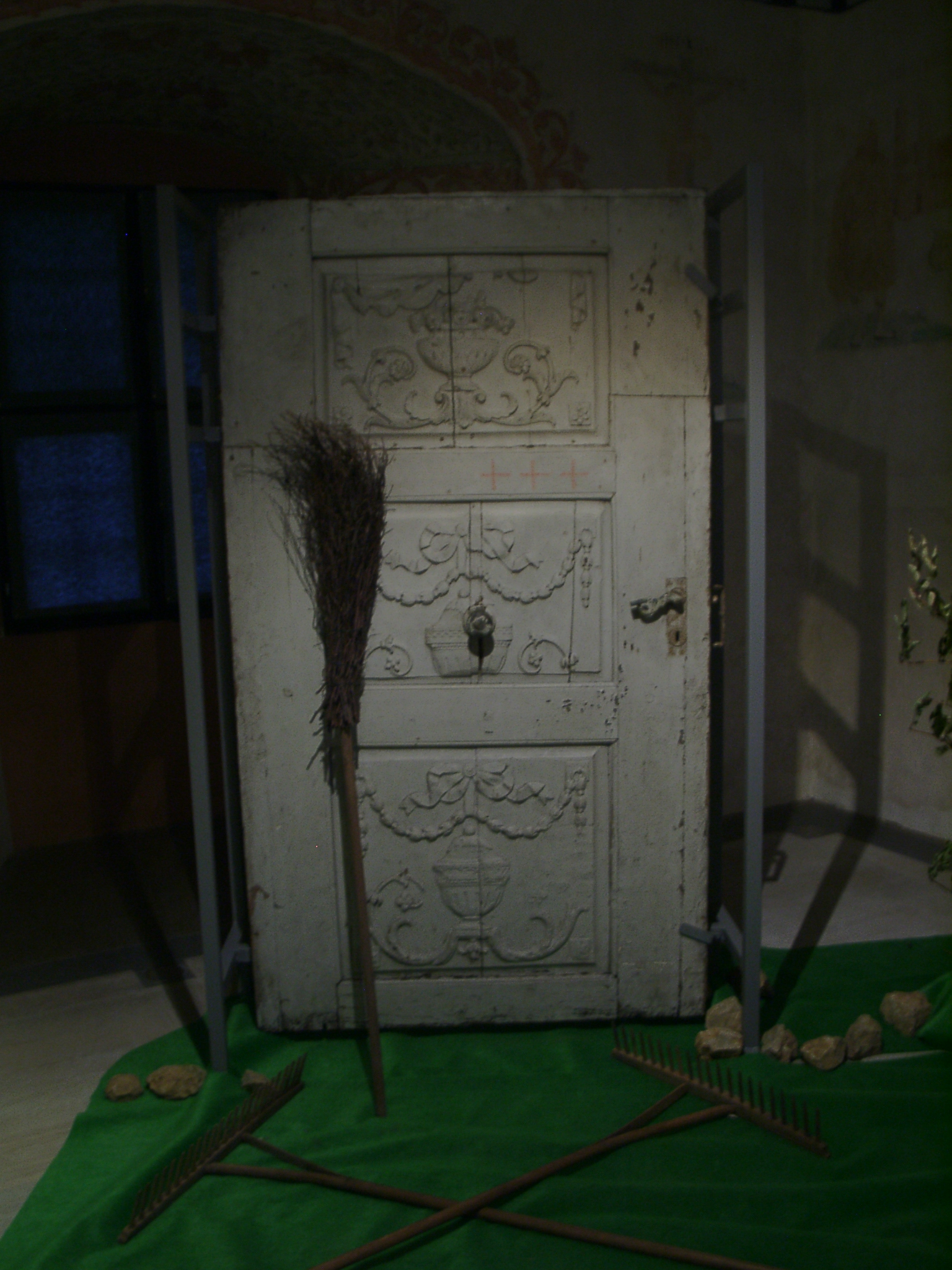
Bescherming tegen heksen, museum Forchheim

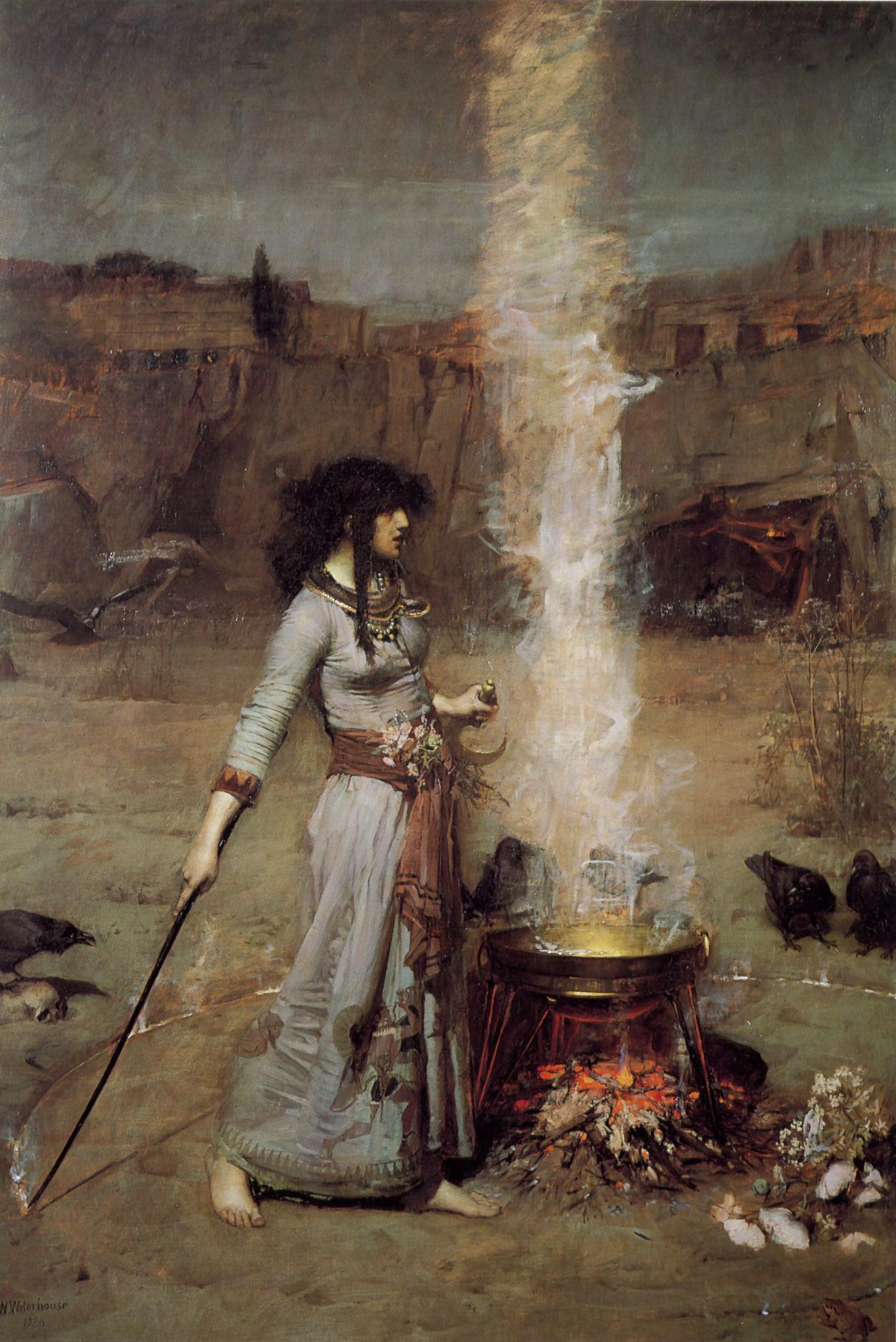
Magic Circle, John William Waterhouse, 1886

## Zie ook

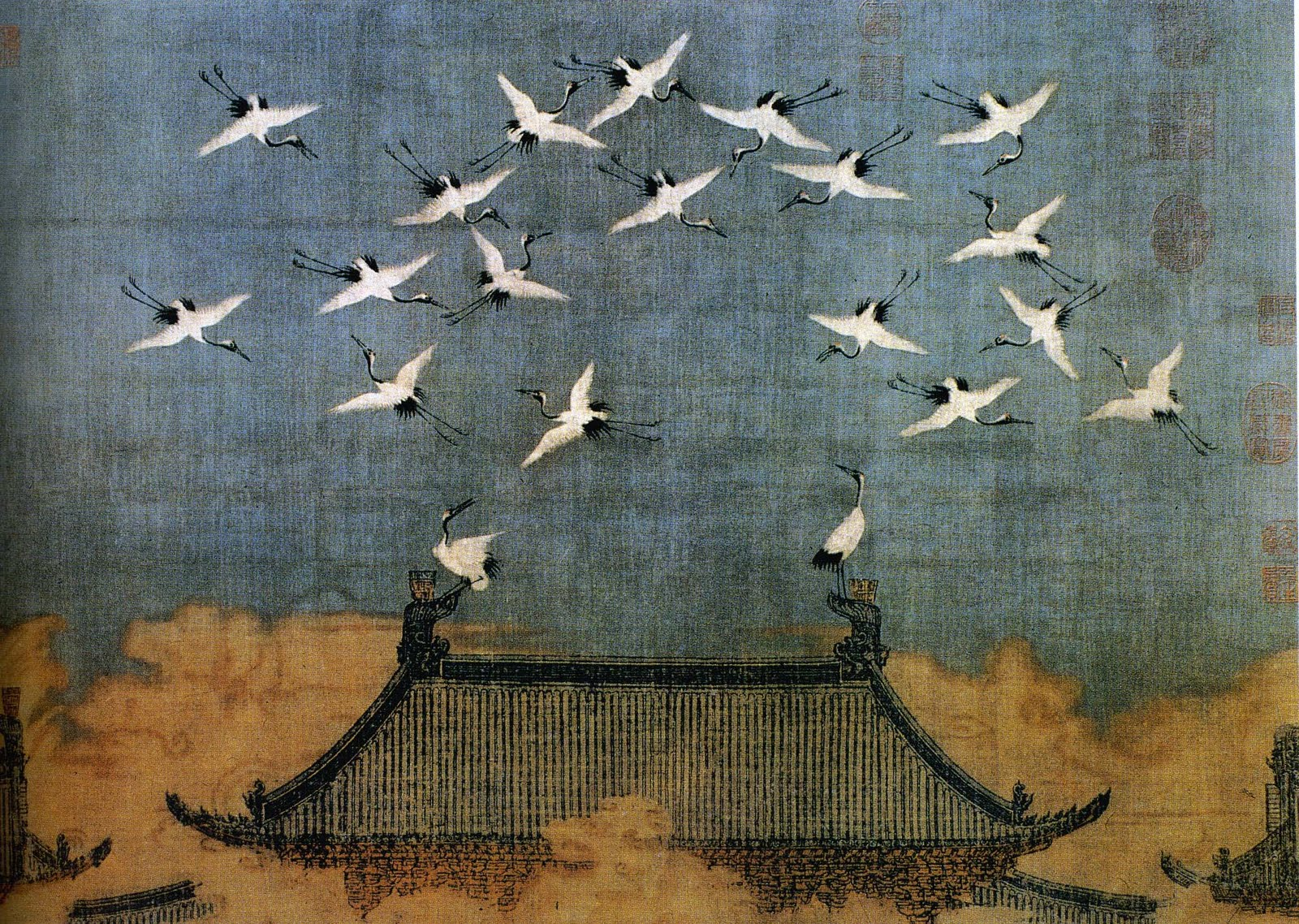
Kraanvogels vliegen rond, een omen.